# Power Rangers: Zeo
Power Rangers: Zeo é uma serie de televisão e quarta temporada da franquia Power Rangers, continuação direta de Mighty Morphin, sendo 50 episódios produzidos por Saban Entertainment, Renaissance Atlantic Entertainment e MMPR Productions com a colaboração da Toei Company, que foi ao ar em 1996 na Fox Kids, baseado na série Super Sentai, Chōriki Sentai Ohranger.
No Brasil,chegou em 1996, no Fox Kids, sendo o carro-chefe da programação do  canal infantil. Em 1997,  estreou no Angel Mix, apresentado por Angélica na TV Globo, também com muito destaque.
Depois, entre 2000 a 2002, chegou a ser exibido dentro da Tv Globinho. Em 2013, foi transmitido nas tardes da Band de forma integral apenas para São Paulo. Em 2016, também foi para a madrugada da emissora paulista, e no CNT Kids da Rede CNT . Em Portugal sua estreia foi no programa Super Buéréré da SIC. Os episódios estão disponíveis no serviço de streaming Netflix.

## Desenvolvimento
O lançamento da franquia trouxe novidades as programações infantis, sendo uma febre nos anos 90 que acarretou altas vendas de produtos relacionados. Após lançamento de Mighty Morphin Power Rangers: The Movie, a terceira temporada da franquia estava tendo leve declínio de audiência, embora as avaliações ainda estivessem sólidas, consistentemente classificados como número 1 na programação. Tirando partes da filmagem de batalhas do programa japonês, foi esgotado todas as filmagens de Zyuranger e “Zyu 2”. No entanto, eles não queriam desistir dos MMPRs , então eles decidiram adaptar somente os monstros e zords de Dairanger. Com a ameaça de Power Rangers perder seu status de fenômeno e com escassez do material de base, eles abandonaram completamente as roupas para que pudessem finalmente aproveitar as lutas Sentai, medida de redução de custos. A quarta temporada da série, se torna "Power Rangers Zeo", com nova fonte de energia, nova frota de Zords, novos uniformes, mais vilões e monstros. A introdução de alguns enredos, torna os trabalhos de caridade e ambientalismo menos frequentes, Billy, o último Power Ranger original, passa a atuar como suporte técnico e controlador de missões. Os personagens tiveram mais desenvolvimentos e momentos mais dramáticos, fazendo que os personagens mais novos (Katherine, Tanya, Rocky e Adam) deixem de ser meramente substituto e ganhando mais personalidade. As artes marciais continuam sendo apresentadas com Adam, Tommy e Rocky, sendo acrescentado mais destaque ao canto e esportes com Tanya e a parte mais cívica e dança com Katherine. Os personagens Bulk e Skull também ganham mais destaque com o treinamento para policia. 

## Sinopse
Quando os cinco pedaços do Cristal Zeo foram encontrados, os Rangers e o planeta voltaram ao normal porém eles não tiveram tempo de comemorar. Rito e Goldar infiltram-se no centro de comando e roubaram o Cristal Zeo. Para piorar, eles conseguem explodir o Centro de Comando detonando também as esperanças dos Rangers. Enquanto vasculhavam os escombros do centro de comando, os Rangers encontram o Cristal Zeo, acidentalmente deixado pelos dois vilões, e mais adentro do subsolo eles encontram a Câmara do Poder. A Câmara do Poder foi construída debaixo do Centro de Comando por medidas preventivas de Zordon. Nela, os Rangers encontram Zordon e Alpha 5, que estavam protegidos lá após a explosão. A Câmara do Poder passa a ser a nova base de operações dos Rangers.

## Zeo Serial
Série de 32 curtas que antecederam a estréia da série, com enredo da chegada do Império Máquina na Terra, ao final revelando o título da nova temporada.

## Episódios
| No. na série | No. na temporada | Título original                                  | Título em português              | Dirigido por                       | Escrito por                      | Estreia                |
| --- | ---------------- | ------------------------------------------------ | -------------------------------- | ---------------------------------- | -------------------------------- | ---------------------- |
| 156 | 1                | A Zeo Beginning, Part I                          | O Recomeço, 1ª parte             | Isaac Florentine                   | Douglas Sloan                    | 20 de abril de 1996    |
| Os adolescentes dificilmente pode acreditar no aconteceu com o Centro de Comando, durante anos como um santuário contra os tortuosos Rita Repulsa e Lord Zedd, agora está em ruínas, enquanto isso, o destino de seus amigos Alpha 5 e seu mentor Zordon está incerto. Parece que este é verdadeiramente o fim dos Rangers. Mas o fim é sempre um novo começo. Enquanto isso, Zedd e Rita tem a celebração interrompida com brusca chegada do Império Máquina, que tem a intenção de conquistar a Terra. Fugindo para salvar suas vidas, Zedd e Rita são forçados a morar com Mestre Vile na galáxia M51. |                  |                                                  |                                  |                                    |                                  |                        |
| 157 | 2                | A Zeo Beginning, Part II                         | O Recomeço, 2ª parte             | Isaac Florentine                   | Douglas Sloan                    | 23 de abril de 1996    |
| Zordon avisa aos adolescentes que já não precisam temer a ameaça de Zedd e Rita, eles fugiram com a chegada da terrível nova ameaça: O Império Máquina que tem a intenção de tornar o planeta Terra a sua próxima conquista. Enquanto isso, Rito Revolto e Goldar perderam suas memórias, e estão correndo solta nas ruas de Alameda dos Anjos. Eles logo descobrem Bulk e Skull, e em troca de abrigo, Rito e Goldar concordam em se tornar seus mordomos. |                  |                                                  |                                  |                                    |                                  |                        |
| 158 | 3                | The Shooting Star                                | A Estrela Cadente                | Vickie Bronaugh                    | Jackie Marchand                  | 24 de abril de 1996    |
| O namorado de Tanya, Shawn tem que passar nos exames, ou então ele não vai ser o capitão do time de beisebol, mas ela fica chocada quando descobre que ele planeja trapacear. Enquanto isso, Rei Mondo planeja sabotar os novas zords que Billy e Alpha estão a construir, de modo que seu novo monstro-máquina, o Staroid (em português, Estrela), pode destruir a cidade. Os Power Rangers terão que testar seus novos Zords. |                  |                                                  |                                  |                                    |                                  |                        |
| 159 | 4                | Target Rangers                                   | Alvo Rangers                     | Vickie Bronaugh                    | Stewart St. John                 | 25 de abril de 1996    |
| O projeto de ciências da computação de Rocky é um desafio, mas não será nem metade do desafiado quanto sua bela colega de laboratório, Jennifer. Enquanto Rocky está tentando descobrir uma maneira de pedir a colega e gênio da informática para uma dança, Os líderes do Império Máquina - Rei Mondo e Rainha Machina tem o plano de roubar o projeto para uso em sua mais recente criação diabólica, um vilão balístico chamado Silo (em português, Jato). |                  |                                                  |                                  |                                    |                                  |                        |
| 160 | 5                | For Cryin' Out Loud                              | Um Choro Muito Alto              | Robert Radler                      | Al Winchell                      | 27 de abril de 1996    |
| Como um projeto da escola, Tommy e Kat deve fingir ser casados. E para tornar o exercício ainda mais realista, Kat traz consigo Joey, a quem ela se ofereceu para ser babá durante o exercício. O choro de Joey incomoda os Rangers, enquanto isso, o Rei Mondo envia Boohoo (Palhaço) para amplificar o choro do bebê, os efeitos são devastadores. Se o Rangers não pode fazer a criança parar de chorar, ele vai destruir Alameda dos Anjos. |                  |                                                  |                                  |                                    |                                  |                        |
| 161 | 6                | Rangers in the Outfield                          | Rangers em Campo                 | Robert Radler                      | Brett D. Born                    | 29 de abril de 1996    |
| Quando Tanya exibe um talento natural para o beisebol, Shawn fica com ciúmes e ele francamente hostil. Shawn decide treinar um pouco na prática de rebatidas, e Rocky e Adam se juntar a ele. O Príncipe Sprocket cria um plano: a sua criação diabólica People Pitcher (Arremessador) suga Rocky, e Tommy tem que salvar antes que seja tarde demais. |                  |                                                  |                                  |                                    |                                  |                        |
| 162 | 7                | Every dog has its Day                            | Todo Cão tem seu Dia             | Robert Radler                      | Mark Hoffmeier                   | 30 de abril de 1996    |
| Kat treina um cão, Smokey, para ajudar o corpo de bombeiros localizar problemas. No entanto, quando o nariz de Smokey fareja mais recente esquema de Mondo com Digster(Escavadeira), Kat encontra problemas: sozinha ela trava uma batalha contra os Cogs. |                  |                                                  |                                  |                                    |                                  |                        |
| 163 | 8                | The Puppet Blaster                               | O Boneco                         | Isaac Florentine                   | Stewart St. John                 | 01 de maio de 1996     |
| O popular Capitão Pete e seu simpático robô conhecido como Puppetman (Homem-Boneco) fazem uma apresentação para as crianças de Alameda dos Anjos. O Império Máquina transformam o boneco em seu novo monstro, Puppet Blaster, e planeja usá-lo para lavagem cerebral nas crianças para criar um motim, e serem como escudos humanos quando os Zeo Rangers tentarem acabar com os crimes. Enquanto isso, Bulk e Skull são forçados a cuidar do sobrinho do tenente Stone por um dia, um moleque que não precisa de lavagem cerebral para tornar sua vida um pesadelo. |                  |                                                  |                                  |                                    |                                  |                        |
| 164 | 9                | Invasion of the Ranger Snatchers                 | No Mundo do Cinema               | Isaac Florentine                   | Gilles Wheeler                   | 02 de maio de 1996     |
| Rocky é a co-estrela, enquanto Kat e Tanya são figurantes em um filme sci-fi que está sendo rodado em Alameda dos Anjos. O erro de criação do filme também morde o príncipe do Império Máquina, ele decide que um meio para o fim dos Rangers que é. |                  |                                                  |                                  |                                    |                                  |                        |
| 165 | 10               | Graduation Blues                                 | Formatura                        | Isaac Florentine                   | Mark Litton                      | 04 de maio de 1996     |
| Billy descobre que por causa de todo o seu crédito extracurricular, ele está graduando-se no Colégio de Alameda dos Anjo precocemente. Há apenas um problema-Billy não tem ideia do que quer fazer com o resto de sua vida. Parece que a pergunta é respondida quando Cestro dos Alien Rangers aterriza na Terra para buscar sua ajuda, ele quer Billy vir a Aquitar com ele. |                  |                                                  |                                  |                                    |                                  |                        |
| 166 | 11               | A Few Bad Seeds                                  | Sementes Ruins                   | Vickie Bronaugh                    | Richard Goodman                  | 06 de maio de 1996     |
| Projeto de classe de botânica de Rocky fica um pouco fora de mão. Rei Mondo vê potencial na plântula, e transforma-lo em dois monstros, Yukon e o Pollenator (Adrian e Pollenator). |                  |                                                  |                                  |                                    |                                  |                        |
| 167 | 12               | Instrument of Destruction                        | Instrumento de Destruição        | Vickie Bronaugh                    | Buzz Alden & Charlotte Fullerton | 07 de maio de 1996     |
| O orientador quer Adam para ajudar nos estudos de Skull, que eles se encontram na classe de música, contra a vontade de Skull. |                  |                                                  |                                  |                                    |                                  |                        |
| 168 | 13               | Mean Screen                                      | Tela do Mal                      | Vickie Bronaugh                    | Ron Milbauer & Terri Hughes      | 08 de maio de 1996     |
| No novo laboratório de informática do Colégio de Alameda dos Anjos, Adam e Tanya estão recebendo uma aula guiada do ciberespaço, quando as coisas estranhas começam a acontecer por toda a cidade. Parece que o mais recente máquina-monstro do Rei Mondo, Tela do Mal, criou um vírus de computador, e isso está atrapalhando cada peça de equipamento eletrônico da cidade, incluindo o Zords. |                  |                                                  |                                  |                                    |                                  |                        |
| 169 | 14               | Mr. Billy's Wild Ride                            | O Retorno de Billy               | Douglas Sloan                      | Al Winchell                      | 11 de maio de 1996     |
| Finalmente, Billy está voltando de Aquitar, onde os Aquitarianos ter encontrado uma solução pacífica para os seus problemas. Infelizmente, Rei Mondo está a fim de tornar a vida de Billy muito menos pacífica, jogando sua nave espacial fora do curso. |                  |                                                  |                                  |                                    |                                  |                        |
| 170 | 15               | There's no Business like Snow Business, Part I   | Nada como a Neve, 1ª parte       | Douglas Sloan                      | Douglas Sloan                    | 13 de maio de 1996     |
| Tommy está deprimido desde que recebeu uma carta (Querido John) de Kimberly, dizendo que ela conheceu alguém na Flórida e está rompendo com ele, então ele vai com Kat e Billy tomar algum descanso tão necessário e relaxamento em um fim de semana com snowboard, onde ele encontra a campeã de snowboard: Heather, que desenvolve uma paixão por ele. Rei Mondo, no entanto, não descansa até ter conquistado a Terra. Para esse fim, ele cria o Robocupid (Robô Cupido), uma máquina diabólica que faz com que os seres humanos de Alameda dos Anjos caim loucamente apaixonado por máquinas e eletrônicos. |                  |                                                  |                                  |                                    |                                  |                        |
| 171 | 16               | There's no Business like Snow Business, Part II  | Nada como a Neve, 2ª parte       | Douglas Sloan                      | Douglas Sloan                    | 14 de maio de 1996     |
| Os adolescentes continuam seu fim de semana de snowboard e Tommy e Heather se conhecem mais, mas eles interrompidos novamente. Enquanto eles estão esquiando nas montanhas, as coisas estão se aquecendo em Alameda dos Anos. Um monstro, Defoiliator (Desfolhador) está intensificando o efeito estufa na cidade. |                  |                                                  |                                  |                                    |                                  |                        |
| 172 | 17               | There's no Business like Snow Business, Part III | Nada como a Neve, parte 3        | Douglas Sloan                      | Douglas Sloan                    | 15 de maio de 1996     |
| Defoiliator realmente aquece as coisas para os adolescentes, incluindo deprimido, Tommy. Heather tem sido impaciente com desaparecimentos repentino de Tommy, mas Kat convence a lhe dar outra chance, e organiza uma refeição para eles no Centro da Juventude de Alameda dos Anjos. Infelizmente, Tommy é chamado para ajudar contra os ataques dos monstros na cidade, e apesar da promessa de Tommy voltar assim que puder, Heather deixa o jantar. Mas talvez não seja uma perda total para Tommy, já que Kat tem sentimentos por ele, e ele pode sentir o mesmo. |                  |                                                  |                                  |                                    |                                  |                        |
| 173 | 18               | Inner Spirit                                     | Conflito Interior                | Robert Radler                      | Mark Hoffmeier & Mart Litton     | 16 de maio de 1996     |
| Tommy tem sonhos recorrente com Trueheart, o homem que o guiou em sua busca por seu pedaço do Cristal Zeo. Quando Tommy conhece Sam Trueheart, um artista do nativo americano que se parece com o velho místico, ele é ainda mais confuso. Não há tempo para refletir sobre este mistério, no entanto, porque um outro mistério, mais urgente precisa ser resolvido: quem ou o que está sugando toda a energia de Alameda dos Anjos? E onde está toda a energia? |                  |                                                  |                                  |                                    |                                  |                        |
| 174 | 19               | Challenges                                       | Desafios                         | Robert Radler                      | Mart Litton                      | 18 de maio de 1996     |
| Tommy vê um jovem no deserto, mas antes de Tommy pode descobrir quem é o jovem, Sam Trueheart aparece e diz a Tommy que outra missão encontra-se diante dele, e apenas o fim de que a busca pode revelar o identidade do jovem. |                  |                                                  |                                  |                                    |                                  |                        |
| 175 | 20               | Found and Lost                                   | Achado e Perdido                 | Robert Radler                      | Mart Litton & Stewart St. John   | 20 de maio de 1996     |
| A identidade do jovem em busca de Tommy é revelado, e ele mal pode acreditar. Enquanto isso, depois de sequestrar David, irmão de Tommy, Rei Mondo chantageia Tommy para desistir de sua metade da ponta de flecha para libertar David. |                  |                                                  |                                  |                                    |                                  |                        |
| 176 | 21               | Brother, can you spare an Arrowhead?             | Os Poderes da Ponta de Flecha    | Terence H. Winkless                | Mart Litton                      | 09 de setembro de 1996 |
| Tommy deve encontrar uma maneira de salvar seu irmão de uma caverna de espíritos malignos, enquanto os outros Rangers lutar contra o monstro Mace Face. |                  |                                                  |                                  |                                    |                                  |                        |
| 177 | 22               | Trust in Me                                      | Confie em Mim                    | Terence H. Winkless                | Al Winchell                      | 10 de setembro de 1996 |
| Rocky tenta fazer amizade com um artista marcial cego. Todos os Rangers aprender uma lição importante sobre a confiança quando o Rei Mondo manda Defector monstro enviado para enganá-los. |                  |                                                  |                                  |                                    |                                  |                        |
| 178 | 23               | It Came from Angel Grove                         | Pesadelo na Alameda dos Anjos    | Robert Radler                      | Joseph Kuhr                      | 11 de setembro de 1996 |
| Adam se encontra em uma situação temível quando os outros Rangers são transformados em personagens clássicos monstro de filme. |                  |                                                  |                                  |                                    |                                  |                        |
| 179 | 24               | Bulk Fiction                                     | Fantasias de Bulk                | Terence H. Winkless                | Jackie Marchand                  | 12 de setembro de 1996 |
| Bulk fica uma queda pela filha do capitão da polícia, e pede o conselho dos adolescentes sobre a forma de impressioná-la. Enquanto isso, os Rangers deve enfrentar mais novo brinquedo do príncipe do Império Máquina, o Googleheimer. |                  |                                                  |                                  |                                    |                                  |                        |
| 180 | 25               | Song Sung Yellow                                 | Cantora Ranger                   | Robert Radler                      | Buzz Alden & Charlotte Fullerton | 13 de setembro de 1996 |
| É oferecida a chance de uma carreira de cantora para Tanya, mas parece que o Império Máquina poderia "arruniar" suas chances. |                  |                                                  |                                  |                                    |                                  |                        |
| 181 | 26               | Game of Honor                                    | Disputa de Honra                 | Robert Radler                      | Brett D. Born                    | 16 de setembro de 1996 |
| Adam e Shawn estão treinando fortemente para um torneio de Kung Fu. Mas Shawn tem uma arma secreta. |                  |                                                  |                                  |                                    |                                  |                        |
| 182 | 27               | The Power of Gold                                | O Ranger Dourado                 | Robert Radler                      | Al Winchell                      | 17 de setembro de 1996 |
| O plano de Rei Mondo para conquistar os Rangers com o monstro Wolfbane é interrompida pela aparição de um estranho misterioso. |                  |                                                  |                                  |                                    |                                  |                        |
| 183 | 28               | A Small Problem                                  | Um pequeno problema              | Vickie Bronaugh                    | Mark Hoffmeier                   | 19 de setembro de 1996 |
| Os Rangers devem encontrar uma maneira de ajudar os seus amigos quando o Príncipe Sprocket encolhe Tommy e Katherine e os coloca em um terrário com uma aranha com fome. |                  |                                                  |                                  |                                    |                                  |                        |
| 184 | 29               | Oily to Bed, Oily to Rise                        | Águas Perigosas                  | Robert Radler                      | Jackie Marchand                  | 27 de novembro de 1996 |
| Kat compete em uma competição de surf, mas enfrenta o perigo quando a máquina-monstro Torneira Leaky coloca óleo tóxico em toda a água da cidade. |                  |                                                  |                                  |                                    |                                  |                        |
| 185 | 30               | Rock-a-Bye Power Rangers                         | Máquina do Sono                  | Robert Radler                      | Gilles Wheeler                   | 20 de setembro de 1996 |
| Após duas semanas de constantes ataques do Império das Máquinas, os Zeo Rangers estão exaustos com todos os seus deveres de super-heróis e os de sua vida normal. Tendo chegado a um estado enfraquecido, privado de sono, Rei Mondo envia o monstro-maquina Somnibot , cuja canção de ninar consegue explorar este calcanhar de Aquiles. Pode o Ranger Dourado acordá-los no tempo? Enquanto isso, a Bulk & Skull são confiados para proteger um cofre que contém um item valioso, sem saber que um ladrão está de olho nele. |                  |                                                  |                                  |                                    |                                  |                        |
| 186 | 31               | Do I Know You?                                   | Eu Conheço Você?                 | Vickie Bronaugh                    | Tony Oliver & Barbara A. Oliver  | 23 de setembro de 1996 |
| O mistério da verdadeira identidade do Ranger Dourado se intensifica quando Borax , um membro da raça de caçadores de recompensas conhecido como o Vorax, chega à Terra. Rei Mondo vê uma grande aliança com a Vorax, e se oferece para ajudá-lo a derrotar o Ranger Dourado. Enquanto isso, Bulk & Skull são contratados para encontrar cão de uma mulher, que desapareceu após um pouso recente do Pyramidas. |                  |                                                  |                                  |                                    |                                  |                        |
| 187 | 32               | Revelation of Gold                               | Revelações do Ouro               | Vickie Bronaugh                    | Al Winchell                      | 27 de setembro de 1996 |
| Os caçadores de recompensa extraterrestres atacam o Ranger Dourado, e ele procura refúgio em Aquitar e depois é enviado para a Terra junto aos Rangers. Lord Zedd e Rita Repulsa secretamente retornam à Lua para recuperar seu império do mal, e entram em contato com Goldar e Rito. |                  |                                                  |                                  |                                    |                                  |                        |
| 188 | 33               | A Golden Homecoming                              | Volta Ao Lar                     | Vickie Bronaugh                    | Shuki Levy & Shell Danielson     | 03 de outubro de 1996  |
| O Império Máquina tenta impedir que Tommy leve o novo destinatário dos poderes do Ranger Dourado à Câmara do Poder. Os Rangers devem usar os Super Zeozords para combater novos monstros da máquina ultra-blindados do Rei Mondo. |                  |                                                  |                                  |                                    |                                  |                        |
| 189 | 34               | Mondo's Last Stand                               | A Última Batalha de Mondo        | Vickie Bronaugh                    | Douglas Sloan                    | 04 de outubro de 1996  |
| Com a chegada calorosa de Jason (1º Ranger Vermelho de Mighty Morphin) como o "novo" companheiro a equipe dos adolescentes Zeo, Rocky se vê sentindo deixado de fora e rejeitado por eles. Quando o Rei Mondo vem à Terra para recuperar uma espada massivamente poderosa, ele pode destruir nossos heróis pessoalmente, Rocky enfrenta o gigante governante Império Máquina sozinho em uma tentativa de provar a si mesmo. Ele aprende uma lição dura no trabalho em equipe e pagando o preço por seu próprio ciúme de Jason. Enquanto isso, a Bulk & Skull são contratados para rastrear o original Burble Baby Food bebê propaganda da marca de comida. Eles suspeitam que poderia ser Jason, mas Ernie frustra-los quando ele revela que ele era o o bebê Burble Baby Food. Além disso, Goldar e Rito se reúnem com Rita e Zedd na lua. |                  |                                                  |                                  |                                    |                                  |                        |
| 190 | 35               | Bomber In The Summer                             | Aventuras de Verão.              | Robert Radler                      | Mark Litton                      | 09 de outubro de 1996  |
| Os adolescentes estão ajudando Ernie a montar seu novo Clube da Praia quando um grupo de jovens motoqueiros chega e começa a sujar o lugar. Enquanto Rita e Lord Zedd conspiram para derrubar o Império Máquina. Goldar e Rito lançar Louie Kaboom da Terra. |                  |                                                  |                                  |                                    |                                  |                        |
| 191 | 36               | Scent of a Weasel                                | Enfrentando o Cheiro do Mal      | Robert Radler                      | Stewart St. John                 | 11 de outubro de 1996  |
| A turma participa de um show beneficente moda, onde Skull é o guarda-costas de uma supermodelo. Para não ser ofuscado, Rainha Machina envia Stenchy, para levantar um grande alarde. Zedd e Rita tentativa de tentar recuperar o controle de Louie Kaboom. |                  |                                                  |                                  |                                    |                                  |                        |
| 192 | 37               | The Lore Of Auric                                | A Doutrina de Auric              | Douglas Sloan                      | Brett D. Born                    | 23 de outubro de 1996  |
| Aisha (2ª Ranger Amarela de Mighty Morphin) envia um pacote para Tanya, que inclui uma chave e um mapa da ilha na qual os pais de Tanya desapareceram. Desesperada para encontrá-los, ela confia a chave para Jason enquanto ela vai para a ilha. |                  |                                                  |                                  |                                    |                                  |                        |
| 193 | 38               | The Ranger Who Came In From The Gold             | O Ranger Que Veio do Frio        | Douglas Sloan                      | Jackie Marchand                  | 25 de outubro de 1996  |
| Katherine e Tanya estão trabalhando em um ballet baseado em Midas; Jason e Adam estão participando do ballet contra a sua vontade. Rangers perceber uma armadilha, eles vão para a batalha, e Jason se transformou em ouro. Enquanto isso, Louie Kaboom tem lutado controle do Império. Zedd e Rita tentativa de tomar de volta o seu império do mal executado em um obstáculo temporário quando eles têm de lidar com um pneu furado inesperada em sua base móvel. |                  |                                                  |                                  |                                    |                                  |                        |
| 194 | 39               | The Joke's On Blue                               | Brincadeiras de Mau Gosto        | Douglas Sloan                      | Mark Hoffmeier                   | 31 de outubro de 1996  |
| Há um novo aluno no colégio, e brincadeiras fora do controle surgem, como dois detetives que pretende substituir Bulk e Skull. Enquanto isso na Lua, Zedd e Rita exila Rito Revolto e Goldar por seus fracassos para recapturar Louie Kaboom até encontrar algo que poderia ajudá-los. O exilado príncipe Gasket, e sua esposa Archerina chegam. Após Machina diz-lhes de sua situação, Gasket e Archerina criam um plano para se livrar de Louie Kaboom, fazendo-o cair no amor com Archerina. |                  |                                                  |                                  |                                    |                                  |                        |
| 195 | 40               | Where In The World Is Zeo Ranger 5?              | O Sumiço de Tommy                | Isaac Florentine                   | Jim Suave & Colleen Branco       | 05 de novembro de 1996 |
| Os adolescentes estão atordoados quando Tommy desaparece misteriosamente. Eles devem lutar contra o nocivo Chrome Cruel sem ele. Enquanto isso, a Gasket pretende usar Tommy contra os outros rangers. Goldar e Rito deve fixar o motor da base móvel, mas Rito, sem saber, envia-o para um passeio com Zedd e Rita dentro. |                  |                                                  |                                  |                                    |                                  |                        |
| 196 | 41               | King For A Day, Part I                           | Rei Por Um Dia, 1ª Parte         | Isaac Florentine                   | Stewart St. John                 | 06 de novembro de 1996 |
| Os Rangers estão alarmados na busca de Tommy. Bulk e Skull contam algo sobre o Zeo Ranger 5. Tommy acaba sofrendo uma lavagem cerebral e pensa que ele é o rei do Império Máquina e que os Rangers são maus. Jason e Kat vão seguir as pistas de Bulk e Skull e Jason é então sugado para outra dimensão, onde ele deve enfrentar Tommy. |                  |                                                  |                                  |                                    |                                  |                        |
| 197 | 42               | King for a Day, Part II                          | Rei por um Dia, 2ª parte         | Isaac Florentine & Koichi Sakamoto | Al Winchell                      | 07 de novembro de 1996 |
| Dois rangers (Zeo Ranger 5 & Ranger Dourado) desapareceram e ninguém no Centro de Comando sabe como encontrá-los. Eles só podem assistir com horror como Tommy tenta destruir seu melhor amigo. Bulk e Skull são sugados para essa mesma dimensão e fazem um aliado, o prisioneiro chamado Tritor que tem um plano para ajudá-los a escapar. Enquanto isso, Rita e Zedd percebem a verdade terrível de que, se algo não for feito, o Império Máquina será vitorioso. Apesar de seus desejos em destruírem os Power Rangers, eles acabam ajudando Rocky, Kat, Adam e Tanya a serem transportados para a outra dimensão para salvarem Tommy e Jason e assim acabar com o plano do Império das Máquinas. |                  |                                                  |                                  |                                    |                                  |                        |
| 198 | 43               | A Brief Mystery Of Time                          | Um Breve Lapso de Tempo          | Isaac Florentine & Koichi Sakamoto | Al Winchell                      | 08 de novembro de 1996 |
| Tommy continua revivendo o mesmo dia uma e outra vez, mas ninguém percebe nada de estranho, fazendo-o sentir como se ele fosse louco. Ao visitar a Câmara do Poder, eles descobrem algo muito errado. |                  |                                                  |                                  |                                    |                                  |                        |
| 199 | 44               | A Mystery To Me                                  | Um Mistério Para Todos           | Robert Radler                      | Buzz Alden & Charlotte Fullerton | 11 de novembro de 1996 |
| Os adolescentes são convidados para um jantar de caridade organizado pelo tenente Stone, em um jogo eles vestem fantasias de personagens clássicos e tentam descobrir um culpado. Archerina aproveita a oportunidade e transforma o jogo em realizada desaparecendo com os personagens, com exceção de Kat. A Ranger Rosa terá que enfrentar sozinha os inimigos e o ciumes de Archerina por ela. |                  |                                                  |                                  |                                    |                                  |                        |
| 200 | 45               | Another Song And Dance                           | Entrando No Ritmo                | Robert Radler                      | Jackie Marchand                  | 14 de novembro de 1996 |
| Tommy tem de executar um número musical para a classe, mas ele tem medo que ele está um pouco fora de tom. Com a ajuda de Tanya, e muita prática, Tommy atinge todas as notas certas. Mas depois de o feitiço de Machina, as coisas não estão indo tão bem. Rei Mondo volta para comandar o Império das Máquinas. |                  |                                                  |                                  |                                    |                                  |                        |
| 201 | 46               | Rangers Of Two Worlds, Part I                    | Rangers De Dois Mundos, 1ª Parte | Robert Radler                      | Brett D. Born                    | 15 de novembro de 1996 |
| Billy foi o único Ranger a ter usado o regenerador que posteriormente foi quebrado ao invés do Cristal Zeo para tornar a ficar adulto depois que se tornaram crianças (Mighty Morphin Alien Rangers) e o efeito colateral disso foi acelerar o processo de envelhecimento dele. Enquanto isso Rita tenta transformar Kat em um monstro, mas o feitiço acaba acertando a bolsa de Kat. No combate o Zeo Megazord perde lugar para os inimigos de Rita, Zedd e Império das Máquinas, enquanto Jason e os Alien Rangers tentam salvar Billy. |                  |                                                  |                                  |                                    |                                  |                        |
| 202 | 47               | Rangers of Two Worlds, Part II                   | Rangers de Dois Mundos, 2ª parte | Larry Litton                       | Mark Litton                      | 20 de novembro de 1996 |
| Billy fica preso na Zeo Megazord enquanto ainda envelhece. Os monstros de Mondo e Rita assumem o controle. Os Power Rangers Zeo se unem aos Alien Rangers de Aquitar para combater a dupla ameaça de Rei Mondo e Lord Zedd. Último episódio de Billy. |                  |                                                  |                                  |                                    |                                  |                        |
| 203 | 48               | Hawaii Zeo                                       | Luau Dos Power Rangers           | Larry Litton                       | Mark Litton                      | 21 de novembro de 1996 |
| Os poderes dourados de Jason começam a desaparecer. Ernie promove um Luau. Os Power Rangers enfrentam Gasket e Archerina gigantes em um plano feito pelo Príncipe Sprocket. |                  |                                                  |                                  |                                    |                                  |                        |
| 204 | 49               | Good As Gold                                     | Bom Como Ouro                    | Vickie Bronaugh                    | Al Winchell                      | 22 de novembro de 1996 |
| Jason começa a perder definitivamente os poderes de Ranger Dourado e com isso Jason também fica fraco. O grupo de Zedd e o Império das Máquinas brigam para ver com quem ficar o poder do Ranger Dourado. Zordon entra em contato com Trey de Trifória, pois o único modo de salvar Jason é levá-lo para o lado noroeste da Alameda dos Anjos, onde a Terra, o planeta de Aquitar e o planeta de Trifória vão ficar alinhados, mas o Império das Máquinas tenta impedir. Jason transfere novamente os poderes de Ranger Dourado para o Trey de Trifória. Todos ficam gigantes (Império das Máquinas e Power Rangers) e se enfrentam, enquanto o grupo de Zedd assistem a batalha. Por fim Zedd arma uma armadilha para o Império das Máquinas e acabam tomando a posse do poder novamente. Bulk e Skull abandonam o emprego de detetives.   |                  |                                                  |                                  |                                    |                                  |                        |
| 205 | 50               | A Season To Remember                             | Época De Lembrar                 | Vickie Bronaugh                    | Douglas Sloan                    | 23 de novembro de 1996 |
| Tommy relembra um dos natais dos Power Rangers: Os Rangers e seu amigo Raymond ajudam Ernie a preparar um banquete e eles aprendem como diferentes culturas comemoram os dias festivos. Um feitiço é lançado sobre os adolescentes que faz com que sejam intolerável para com outras culturas. Enquanto isso, Trey de Triforia retorna para recuperar os poderes do Ranger Dourado. |                  |                                                  |                                  |                                    |                                  |                        |

## Personagens

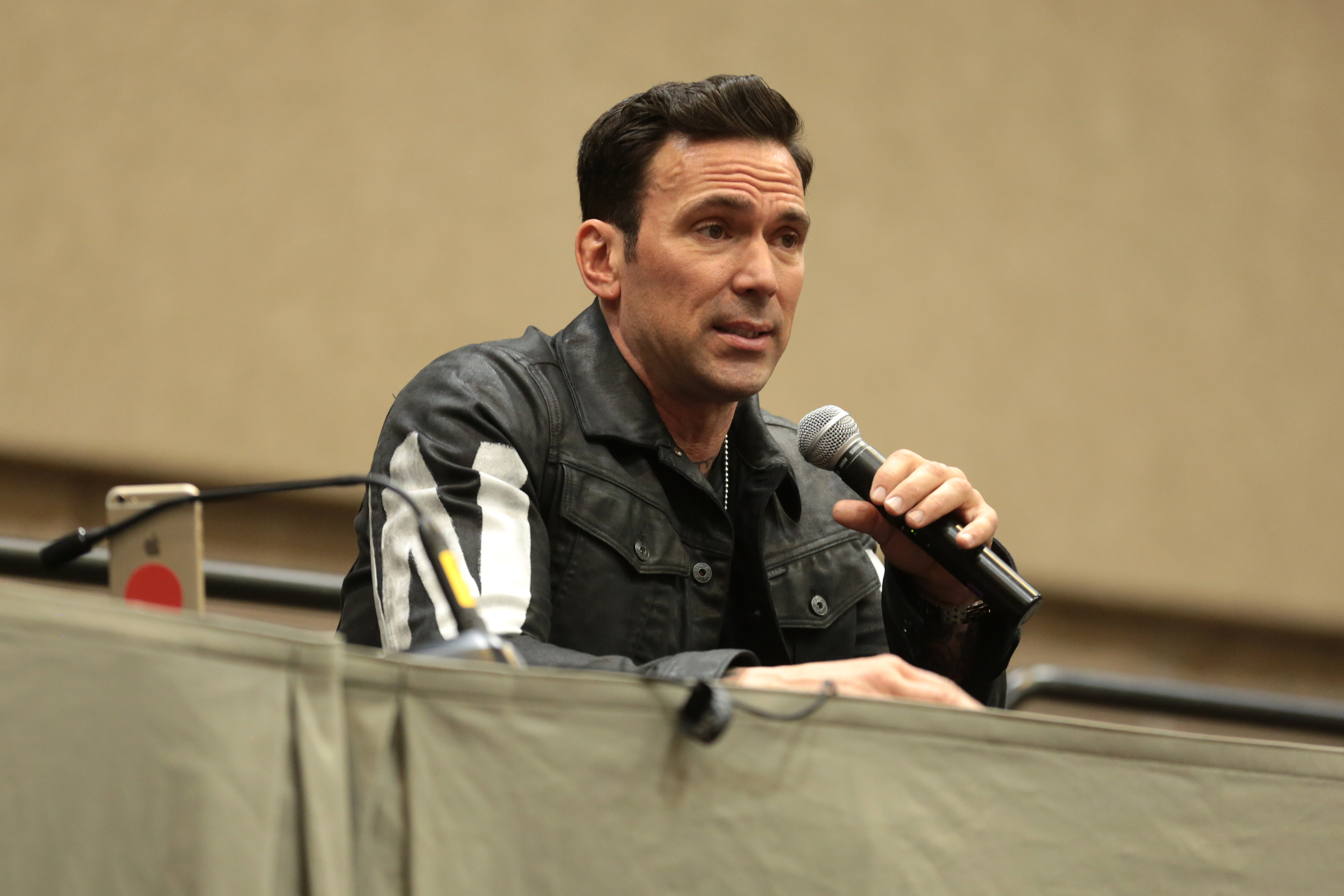
Jason David Frank na Phoenix Comicon 2017

### Power Rangers
- Thomas "Tommy" Oliver

Ele é o Zeo Rangers V Vermelho, bem como foi o Ranger Verde e Ranger Branco. Ele encontrou o seu Zeo Cristal no sudoeste americano. Ele é o líder dos Zeo Rangers. Tommy usa um uniforme vermelho com uma viseira em forma de estrela em seu capacete.

Ele é forte e corajoso, com um poderoso senso de dever, honra e compromisso. Tommy sabe o quão importante é liderar os Zeo Rangers na luta pela liberdade, e nunca hesita em aceitar o seu papel na vanguarda da batalha no comando do Zeo Zord Cinco, que encarna o espírito feroz e nobre da antiga Phoenix. Embora ele é o líder devidamente equipados do grupo e assume a sua responsabilidade muito a sério, Tommy ainda é um típico adolescente e é muito humano. Ele tem um ótimo senso de humor e gosta de se divertir. Tommy sofreu grandes mudanças como um Power Ranger. Inicialmente, Tommy foi o Ranger Verde e estava ao mesmo tempo sob o feitiço do mal Rita Repulsa, que começou a drenar seus poderes. Julgando-o digno de liderança, Zordon deu o comando dos Power Rangers, momento em que Tommy se tornou Ranger Branco.
- Adam Park

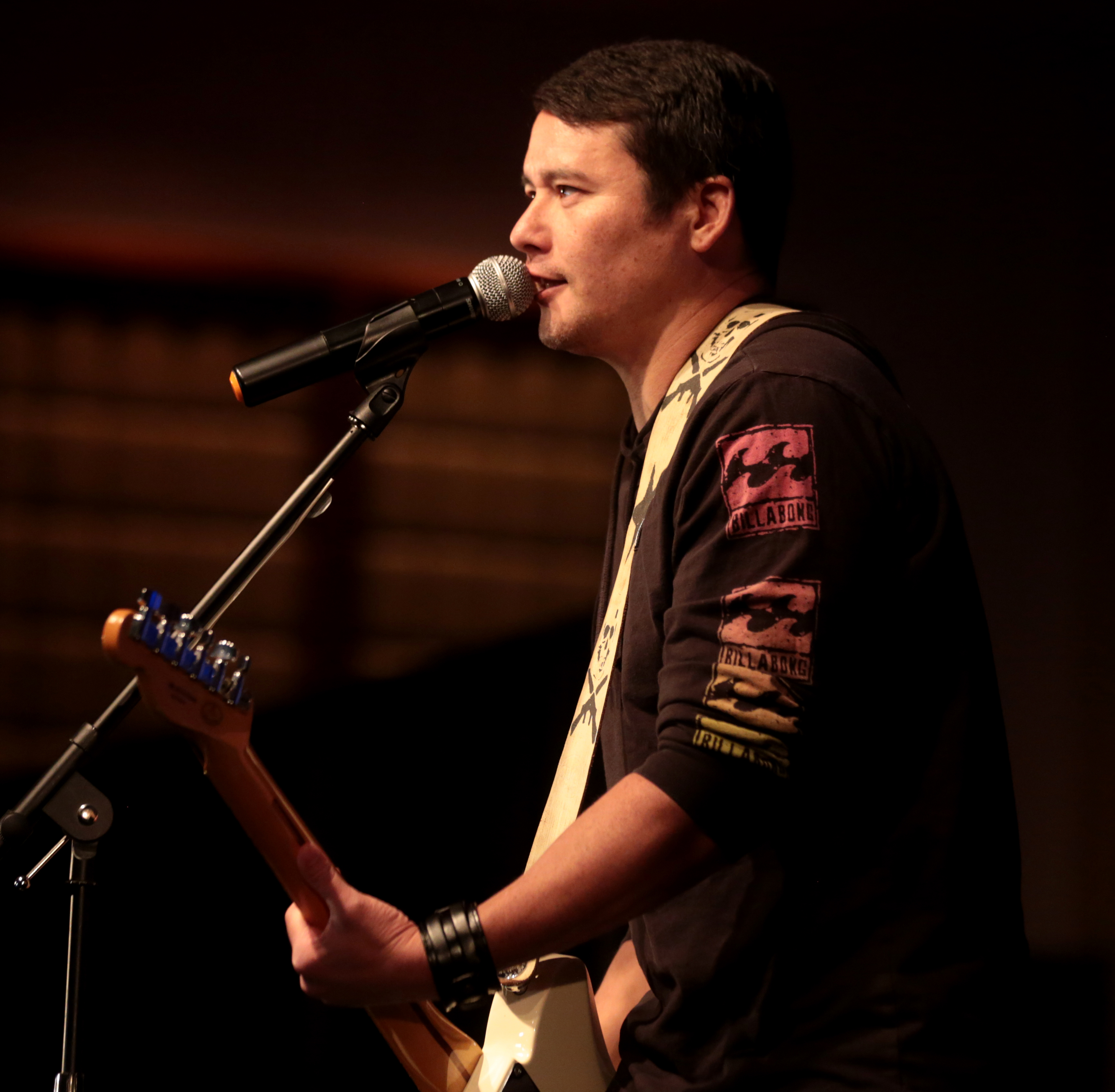
Johnny Yong Bosch se apresenta em Phoenix, Arizona.

Ele agora é o Zeo Ranger IV Verde, bem como foi o segundo Ranger Preto. Ele encontrou o seu cristal Zeo na Coreia. Adam usa um uniforme verde com uma viseira retangular em seu capacete.

Anteriormente conhecido como o Power Ranger Preto, Adam é um belo e jovem coreano-americano cuja força interior é o seu maior trunfo. Tímido, humilde e um tanto misterioso, este Zeo Ranger é totalmente inconsciente do efeito devastador que ele tem sobre as meninas de todas as idades. Quando criança, Adam foi o menor em relação a outros meninos de sua idade, e um tanto introspectivo. Atraído pelas artes marciais como um meio de construção de auto-estima e defesa contra os valentões, Adam passou anos aperfeiçoando sua forma, equilíbrio e força na busca da excelência. Ele pratica em especial a disciplina Shaolin Kung Fu. Adam definitivamente está em contato com a sua herança oriental, e um forte sentido de espiritualidade é fundamental para todos os aspectos da sua vida. Ele credita sua meditação Zen diária para o foco nítido e força interior que lhe guiar. Na batalha, a força interior de Adam está emparelhado com a força poderosa de Taurus, o touro, encarnado no Zeo Zord Quatro.
- Rocky DeSantos

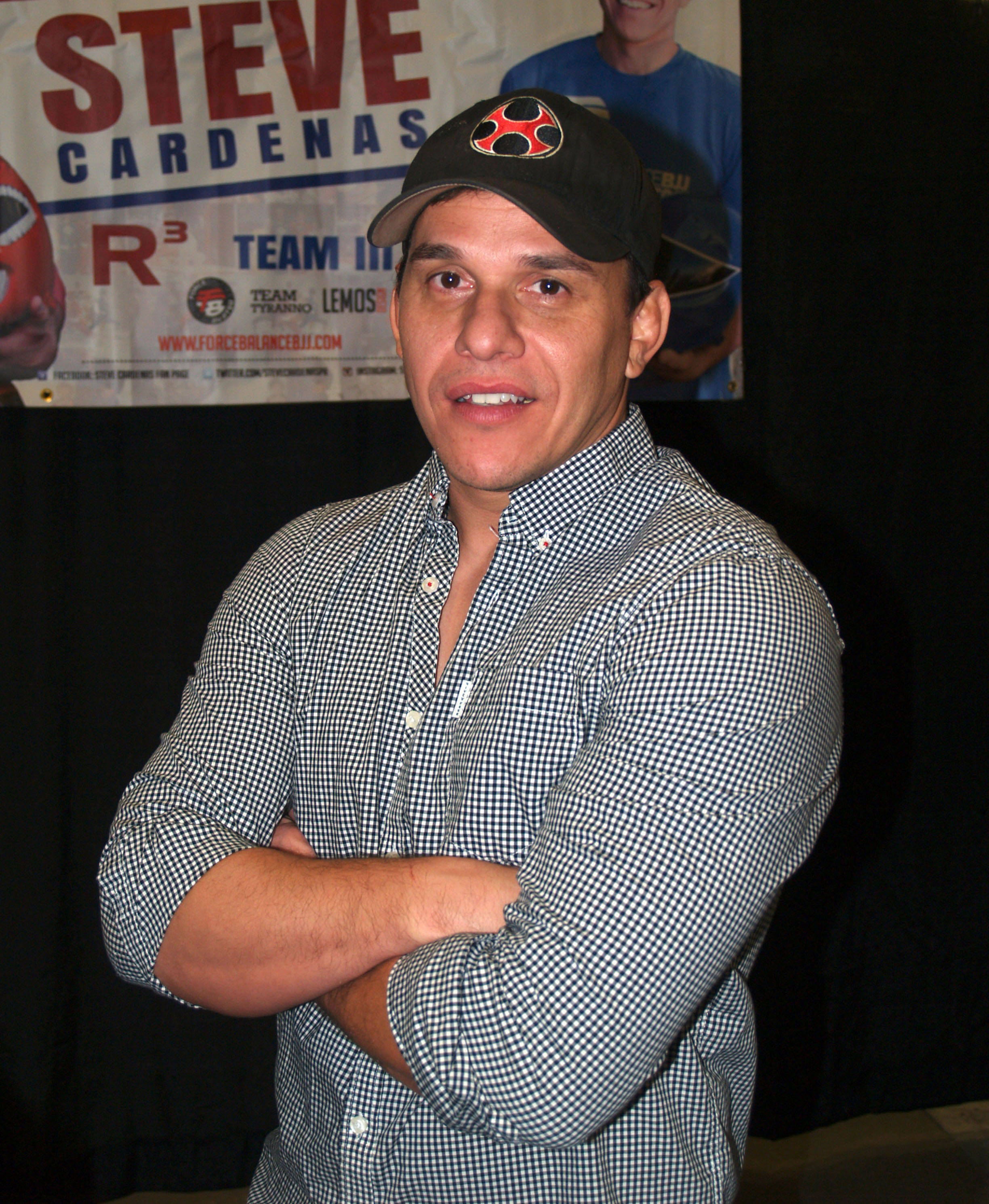
Steve Cardenas em 2016

Ele foi Zeo Ranger III Azul, bem como foi o segundo Ranger Vermelho. Ele encontrou o seu Cristal Zeo no México. Ele era o segundo no comando até que Jason voltou. Rocky usa um uniforme azul com uma viseira triangular em seu capacete.
Rocky é provavelmente o mais carismático e extrovertido de todos os Zeo Rangers. Ele é o tipo de cara que todo mundo votaria para ser presidente da classe - simpático, charmoso, sincero e extremamente atraente. Rocky começou o estudo das artes marciais em uma idade jovem. Agora ele é um faixa preta com habilidades impressionantes e concentração aguçada. O senso de humor de Rocky é um dos seus maiores atributos, e é evidente em tudo que faz. Embora ele assume sua responsabilidade como Zeo Rangers muito a sério, Rocky definitivamente aprecia os bons momentos da vida e gosta de festa. Ao lutar contra as forças do mal do Império Maquina, Rocky comanda o Zeo Zord Três, que possui o poder misterioso da mistica Esfinge, uma criatura egípcia com o corpo de um leão e a cabeça de um homem.
- Tanya Sloan

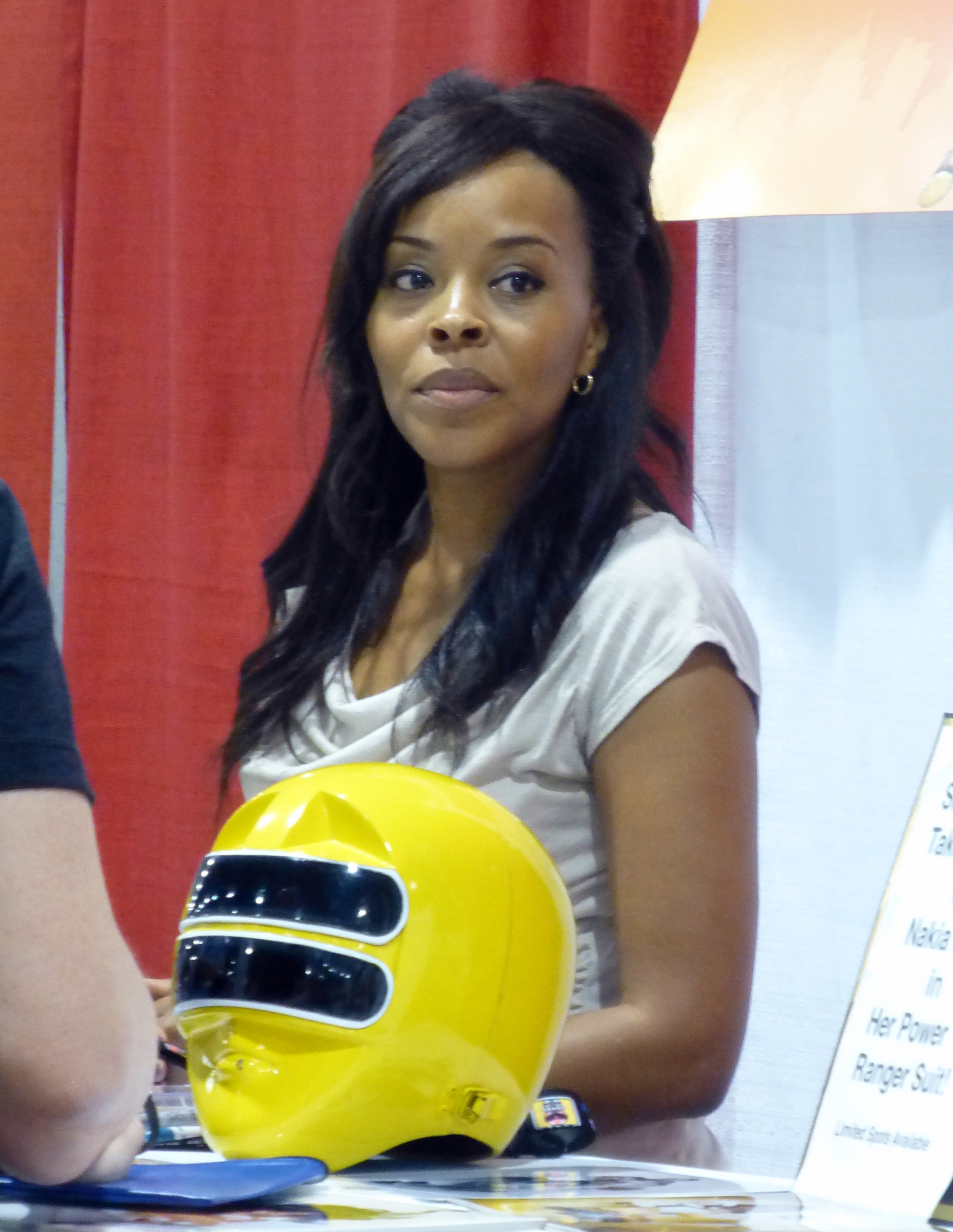
Nakia Burrise em Motor City Comic Con 2015

Ela foi a Zeo Ranger II Amarelo e o único novo membro do grupo principal. Quando Aisha, a ex-Ranger Amarela, fui para a busca do Cristal Zeo na África, ela decidiu que queria ajudar os animais que estavam doentes; ela enviou Tanya de volta com o Cristal Zeo em seu lugar. Tanya usa um uniforme amarelo com duas linhas horizontais no visor do seu capacete.

Tanya é uma menina que conduziu Aisha para a segurança de uma aldeia, ela uma garota local que compartilha a paixão de Aisha com a vida e aventura. Quando Aisha decide ficar na África, Tanya viaja para a Califórnia com o Cristal Zeo, que Aisha passou para ela. Após a sua chegada em Alameda dos Anjos, Tanya é imediatamente abraçada pelos outros Zeo Rangers e é convidado para o grupo. Entusiasta e vibrante, ela toma um interesse em tudo sobre seu novo lar, e é ativa em todos os tipos de esportes. Ela gosta especialmente beisebol e softball, e torna-se um jogadora extremamente habilidosa muito rapidamente. Tanya também adora música, e sua energia pessoal, como sua música favorita, é extremamente otimista. Ela é como uma luz brilhante que não pode ser escondida ou ignorada. Seu senso de entusiasmo sobre tudo é contagiante, e muito positiva. Na verdade, é a sua animação e energia positiva que é o seu maior atributo.
- Katherine "Kat" Hillard

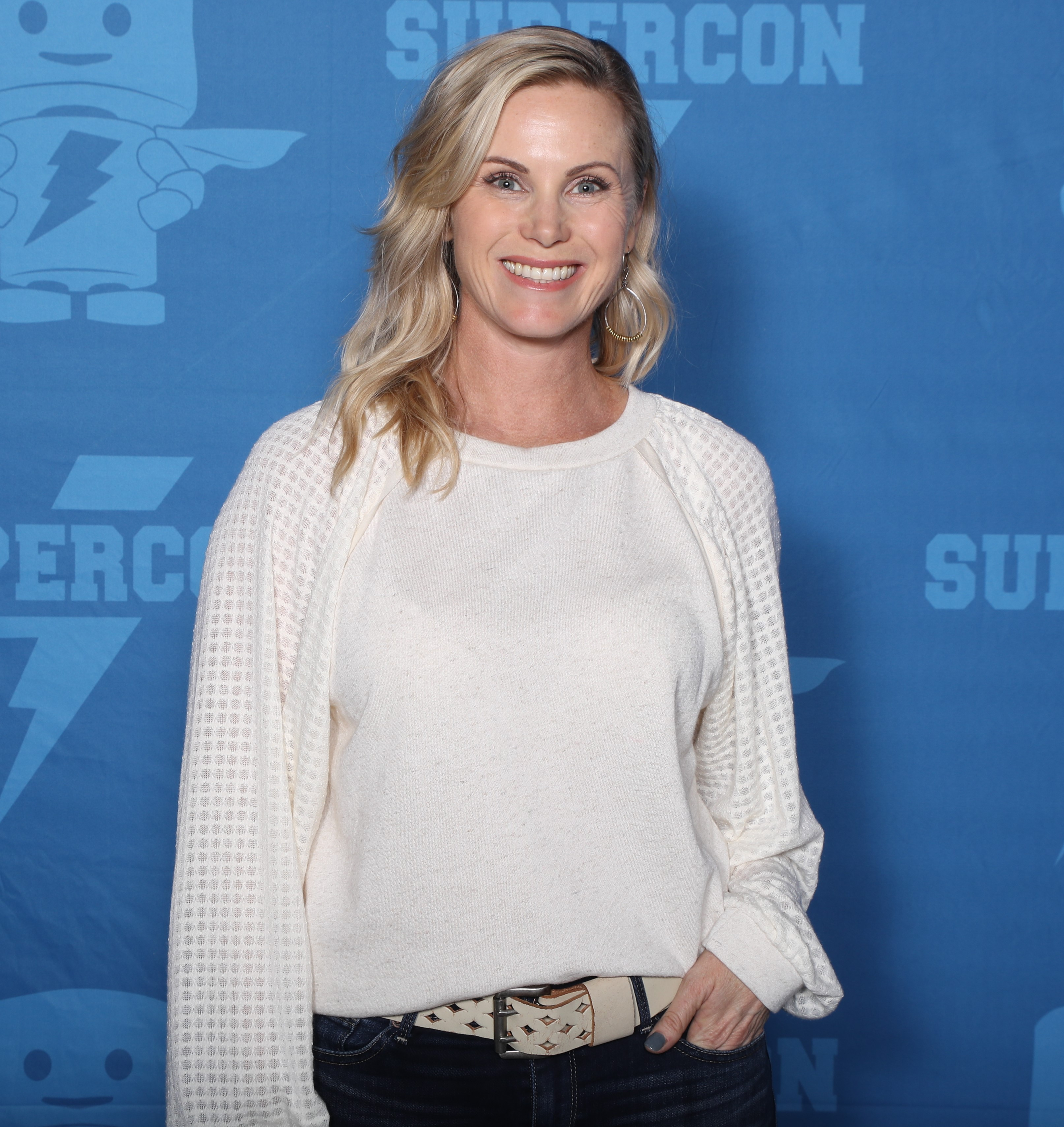
Catherine Sutherland na Louisville Supercon 2018

Ela foi Zeo Ranger I Rosa, bem como a segunda Ranger Rosa. Ela encontrou seu Cristal Zeo em sua terra natal, na Austrália. Kat usa um uniforme rosa com um visor circular em seu capacete.

Virtuosa, corajosa, bondosa e ágil Ranger Rosa. Uma líder nata, Kat tem rapidamente se estabeleceu como uma força a ser reconhecida. Ela é madura e sofisticada, e pode lidar com qualquer situação, bem como os rapazes podem, não deixando suas qualidades mais suaves e femininas. Katherine está muito envolvida no mundo ao seu redor e tem um apreço especial para o meio-ambiente. Ela sabe que a Terra vai cuidar de nós apenas enquanto nós cuidarmos dela, e pratica este princípio em toda sua vida.
- Jason Lee Scott

O segundo Ranger Dourado e o Ranger Vermelho original. Quando Trey teve que voltar para seu planeta natal, Trifória, Tommy foi e encontrou Jason para assumir o lugar do Ranger Dourado, enquanto Trey estivesse em sua jornada. Jason se tornou o segundo no comando após o seu regresso.
- Trey de Trifória

O príncipe do planeta Trifória é o original Ranger Dourado, ele presenteou os Zeo Rangers com seus Super ZeoZords quando teve que voltar para seu planeta natal, Ele era o original Ranger Gold e também o príncipe do planeta Trifória, um lugar onde todos tiveram trigêmeos idênticos. O símbolo que é o visor de seu capacete é um kanji que significa "rei".

### Aliados e Amigos

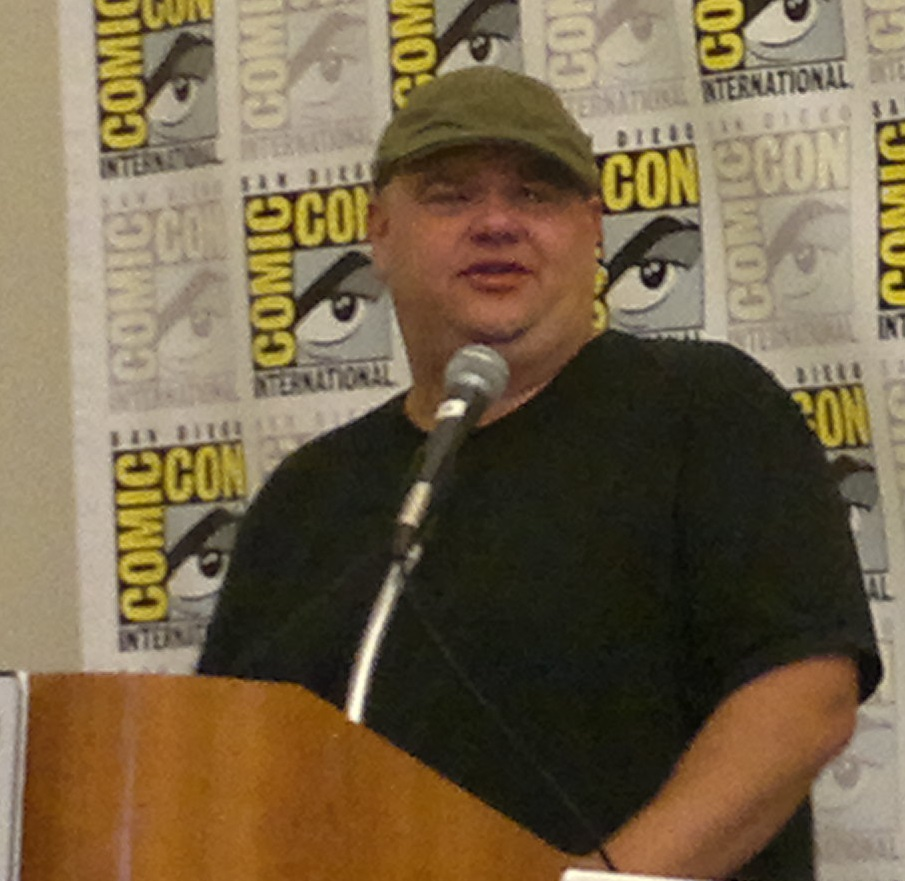
Paul Schrier na San Diego Comic Con 2011

- Zordon: Zordon continuou a orientar o Rangers, dando-lhes novas armas, Zords, e qualquer conselho que ele poderia oferecer contra os monstros do Império Máquina que ameaçava a Terra.
- Billy Cranston: Ex-Ranger azul que agora ajuda o novo time como um conselheiro técnico[2]. Ele vai para Aquitar com Cestro e retorna episódios depois. A última vez em que ele aparece na série é no episódio "Rangers de dois mundos Parte 2" quando é levado para Aquitar junto com Cestro. Depois não apareceu mais em toda a história dos Power Rangers.
- Alpha 5: Continua aparecendo como ajudante de Zordon.
- Bulk e Skull: Dois amigos malucos que trabalham na agência de detetives de Stone. No episódio 12, é revelado que Skull tem bastante habilidade em tocar piano.
- Ernie: O dono da lanchonete que os Rangers frequentam diariamente.
- Aurick, o Conquistador: Um antigo guerreiro acordado pelos pais de Tanya numa ilha. Louie Kaboom o havia convencido que os Rangers são maus, daí ele os confronta. Ao saber a verdade se alia a eles. Ele tem a capacidade de variar de tamanho. Depois, ele aparece em mais outros dois episódios, sendo no último, ao ser derrotado por dois monstros, volta a ser uma estátua e não aparece mais e tampouco é mencionado.
- Tenente Stone: Um policial que foi demitido por causa de Bulk e Skull que eram seus subordinados. Nisso, criou uma agência de detetives e começou a trabalhar como um detetive.
- Rangers de Aquitar: Cestro aparece na Terra em busca de ajuda e Billy parte para Aquitar com ele. Depois, Cestro e Delphine aparecem ajudando Trey a se curar dos ferimentos feito pelos Vorazes. Posteriormente, Cestro e Delphine retornam para ajudar Billy em um problema de alteração do envelhecimento, mas não conseguem. Cestro, um habitante de Aquitar surge e leva Billy para o seu planeta para curá-lo. Aurico, Corcus e Tideus juntam-se à batalha para ajudá-los.
- Shawn: Inicialmente era o namorado de Tanya. Após ter perdido o jogo de baseball para ela e por ter ciúmes de Adam, os dois terminam o relacionamento. Posteriormente, aparece num torneio de Kung-Fu lutando contra Adam.
- David Trueheart: O irmão de Tommy. Viveu parte de sua vida numa floresta com o seu pai Sam até ser encontrado por Tommy. Sua última participação foi no episódio "Água perigosa".
- Emily: Uma garota que fazia parte de um grupo de motoqueiros, logo depois torna-se garçonete do bar de Ernie e termina como a namorada de Jason.

### Império das Máquinas
- Rei Mondo

Era o rei do Império das Máquinas. Apossou-se da base lunar de Zedd transformando-a em seu império, e tentou destruir a Terra. Tinha uma esposa chamada Machina e um filho chamado Príncipe Sprocket. Não gostava de Comentar que era Casado. Lutou contra os Rangers no episódio "A Última Batalha de Mondo" e foi destruído por eles. Chegou a ter seu lugar tomado por Louie Kaboom e depois pelo seu filho Gasket junto com Archerina. Retorna alguns episódios depois voltando ao trono de líder do Império.
No final da temporada, foi destruído por uma bomba que Zedd lhe deu como "brincadeira". Mas seria reconstruído na temporada seguinte. Mais tarde, foi destruído definitivamente, pela Onda de Energia de Zordon. (N° de Aparições na Temporada: 39 episódios)
- Alex Borstein dubladora da Rainha MachinaRainha Maquina

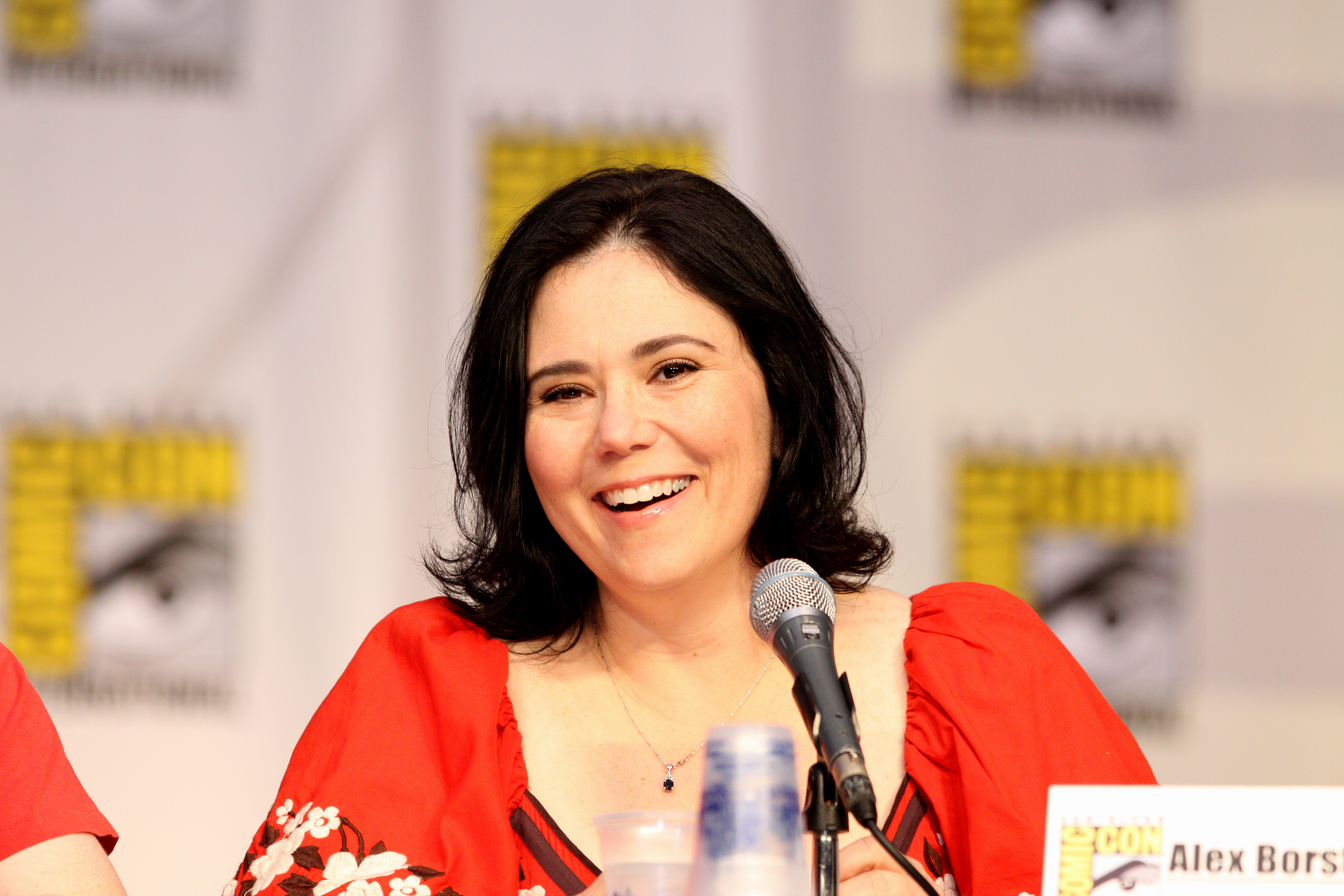
Alex Borstein dubladora da Rainha Machina

Era a Rainha das Máquinas e era casada com o Rei Mondo. Fez alguns planos para atacar a Alameda dos Anjos, mas nunca lutou pessoalmente nas batalhas. O motivo talvez fosse por ser fraca pelo fato de Louie Kaboom ter tomado o comando no lugar dela quando Rei Mondo não estava presente.
Assim como o marido, foi destruída pela bomba de Zedd e reconstruída depois. (N° de Aparições na Temporada: 50 episódios)
- Príncipe Sprocket

Era o filho de Mondo e de Machina. Sprocket era muito ansioso para começar a governar o Império das Máquinas. Mondo Sempre o incentivava a derrotar os Power Rangers.
Foi destruído juntos com os pais pela bomba de Zedd tambem foi reconstruído depois. (N° de Aparições na Temporada: 50 episódios)
- Klank e Orbus

Esses eram dois dos aliados mais fiéis de Mondo. Sempre eram eles que iam até a cidade mandar um monstro para atacar os Rangers. Klank lançava Orbus à Terra, esse disparava um raio laser que fazia o monstro crescer.
Ambos foram destruídos junto com seus mestres e reconstruídos depois. (N° de Aparições na Temporada: 50 episódios)
- Príncipe Gasket e Princesa Archerina

O filho mais velho de Mondo e de Machina e sua esposa. Gasket voltou para ocupar o lugar de seu pai quando ele estava fora. Muito ousados em seus planos e diferentemente dos outros aliados, eles sempre lutavam contra os rangers. Falharam em cada tentativa e depois voltaram a seu planeta natal quando Mondo voltou.
O seriado não menciona o que aconteceu com eles depois disso, mas supõe-se que também foram destruídos pela Onda de Energia de Zordon. (N° de Aparições na Temporada: 9 episódios)
- Louie Kaboom

Foi criado por Rita e Zedd para se infriltrar no Império Máquina. Traiu Rita e Zedd e se juntou ao Império, assumindo o poder por alguns poucos capítulos. Depois foi destruído pelos Rangers. (N° de Aparições na Temporada: 5 episódios)
- Cogs

Eram soldados mecanizados de Mondo. Sempre eram mandados para a Terra para atrapalhar os Rangers. Só podiam ser destruídos se fossem desmontados. (N° de Aparições na Temporada: 50 episódios)
- Robôs

São os monstros do dia da temporada, criados pelo Rei Mondo e Príncipe Gasket posteriormente. Baseiam-se em qualquer objeto. Klank e Orbus os fazem tornarem gigantes para enfrentarem os Megazords.
- Império Máquina

Esse lugar é onde viviam todas as máquinas do Império das Máquinas. De lá Mondo enviava Cogs e um de seus servos para destruírem a Alameda dos Anjos.

### Evil Space Aliens
Rita e Zedd foram expulsos da Lua por Mondo e seu exército, mas não desistiram e voltaram mais tarde, usando um trailer como base de operações.
- Rita Repulsa e Lord Zedd

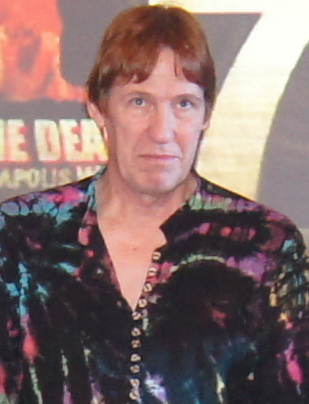
Ed Neal, ator por baixa da fantasia de Lord Zedd

Depois de ser expulsa da Lua por Mondo, ela e Zedd foram para M-51 (planeta onde Dom Ritão residia) no Serpentera. Depois voltaram, e se vingaram do Império máquina os explodindo com uma bomba disfarçada de presente. (N° de Aparições na Temporada: 15 episódios)
- Goldar e Rito Revolto

Desmemoriados, os dois ficaram um bom tempo como empregados de Bulk e Skull, mas quando recuperaram sua memória, voltaram para a Lua e ajudaram Rita e Zedd. (N° de Aparições na Temporada: 21 episódios)
- Finster

O cientista de Rita e Zedd ficou com os mestres desde o ataque do Império Máquina e foi para M-51 com eles. Voltando mais tarde, Finster trabalhou como conselheiro técnico e mecânico, e provavelmente construiu a bomba que explodiu a Família Real do Império Máquina. (N° de Aparições na Temporada: 14 episódios)
- Squatt e Baboo

Squatt e Baboo celebravam junto com Rita e Zedd e ficaram com eles desde que o Império Máquina atacaram Squatt e Baboo que foram vistos pela última vez quando foram para M-51 com Rita,Zedd e Finster. (N° de Aparições na Temporada: 14 episódios)
- Serpentera

Serpentera foi usado quando Rita, Lord Zedd, Finster, Squatt e Baboo e os Tengas foram para M-51 fugindo do Império Máquina. (N° de Aparições na Temporada: 2 episódios)
- Guerreiros Tenga

Os soldados de Rita e Zedd. Quando Jason estava perdendo os poderes, lutaram contra os cogs em uma luta sem vencedores.

## Elementos fictícios

### Arsenal
- Comunicador de pulso[20]: Equipamento criado por Billy Cranston, permite a comunicação entre os adolescentes e habilidade de teletransporte até o Centro de Comando ou Câmara do Poder.
- Cristais Zeo: Artefato milenar da população antiga da Galaxia M-51, que se torna mais poderoso ao longo do tempo. Sub-divido em cinco, serve como fonte de alimentação para os poderes dos Rangers e seus Zords.
- Zeonizadores[21]: Os Zeonizadores, também conhecido como zeo morfadores, são equipamentos, criado por Zordon, que aproveitam o poder do lendário Cristal Zeo para transformar/morfar os adolescentes nos cinco heróis conhecidos como Zeo Rangers, e capacitar o uso dos Zeo Zords através de alimentador que poderá ser transferido para o painel de controle de um Zord para pilotá-lo[22]. Os Zeonizers são materializado nos pulsos do usuário, quando necessário, e ativa os poderes do cristal zeo através de comando de voz, proclamando "É Hora de Morfar! (em inglês, It's Morphin Time!)" ou "Power Rangers Zeo!" (como é visto do primeiro episódio) seguido por "Zeo Ranger", numeração (de acordo com número de itens da viseira) e finalizando com a pronúncia da coloração de cada herói.
- Super Zeo Gems: Dadas por Trey de Trifória, permite que os Zeo Rangers tenham acesso aos Super Zeo Zords.

### Armamento
- Canhão do Poder: Armamento de fogo criado por Billy e Alpha 5, é uma combinação das Zeo Armas do Poder. Quando cada um dos Zeo Rangers inseriam suas células de poder no Canhão Zeo, ele se ativava.
  - Zeo Armas do Poder: Armamento poderoso de ataque e defesa individual dos Zeo Rangers, usado contra máquinas-monstros mais fracos.
    - Sword: É uma espada pertencente ao Zeo Ranger 5 Vermelho
    - Axes[23]: É um machado pertencente ao Zeo Ranger 4 Verde, possui alto poder de corte até para paredes sólidas de ferro ou granito.
    - Hatchets[24]: São machados pertencente ao Zeo Ranger 3 Azul, armamento durável e manobrável com lâminas hiper-afiadas que podem cortar qualquer coisa.
    - Double Clubs[25]: Nunchaku pertencente ao Zeo Ranger 2 Amarelo, são dispositivos altamente potentes capazes de esmagar até pedregulhos gigantes. Seus projetos altamente dinâmicos são capazes de serem manipulados em velocidades além da medida, gerando energia.
    - Disk[26]: É um escudo pertente ao Zeo Ranger 1 Rosa, poderosa arma de ataque e defesa. Níveis surpreendentes de energia são gerados quando o modo de rotação é ativado.

- Poderes individuais:
  - Pink Power Cloud: Zeo Ranger I durante batalha, pode invocar uma bola de energia rosa para atacar os inimigos que se aproximam[27].
  - Power Kick: Zeo Ranger II é capaz de disparar ondas de energia durante ataques de chutes[28].
  - Zeo Spinning Power Punch: Zeo Ranger III enquanto gira no ar, pode realizar ataque com super soco[29].
  - Zeo Power Punch: Zeo Ranger IV é capaz de emergir ondas durante ataque de socos[30].
- Pistola Lamina: Combinação das armas: Zeo Pistola a Laser com a Zeo Espada, ele atira com uma grande quantidade de energia que poderia destroçar um monstro.
  - Zeo Pistola a Laser e Zeo Blade: Armamentos individuais de cada Zeo Ranger, essas armas podiam unir-se para assim obter-se mais poder de fogo.

- Golden Power Staff: Esse é a arma do Ranger Dourado. Ela poderia se separar para formar varias armas. Sua forma original era um bastão. É a fonte de poder e a arma do Ranger Dourado. Ele representa para o Ranger Dourado o que o Cristal Zeo representa os Power Rangers.

- Zeo Canhão: Os rangers receberam um novo canhão para melhorar seu arsenal. Ele era muito mais poderoso que o Canhão do Poder.

- Roda Defensora: Foi usada primeiramente para destruir sinais hipnóticos de um monstro. Para ser usada, um ranger ficava dentro dela e é lançado contra um monstro para destrui-lo.

### Veículos
- (5) Zeo Motocicletas: Para locomoção em estradas, os Rangers contavam com motocicletas incrivelmente rápidas. Elas eram muito mais fortes que suas Motos Tubarão.

### Zords
- Zeo Zords: Com os novos Poderes Zeo, chegaram os Zeo Zords. Os poderosos Zeo Zords foram criados por Zordon, Alpha 5 e Billy
  - Zeo Zord I Moai: Esse é o Zeo Zord de Kat. Sua arma principal é um canhão que carrega na Cabeça. Ele formava uma das Pernas do Zeo Megazord.

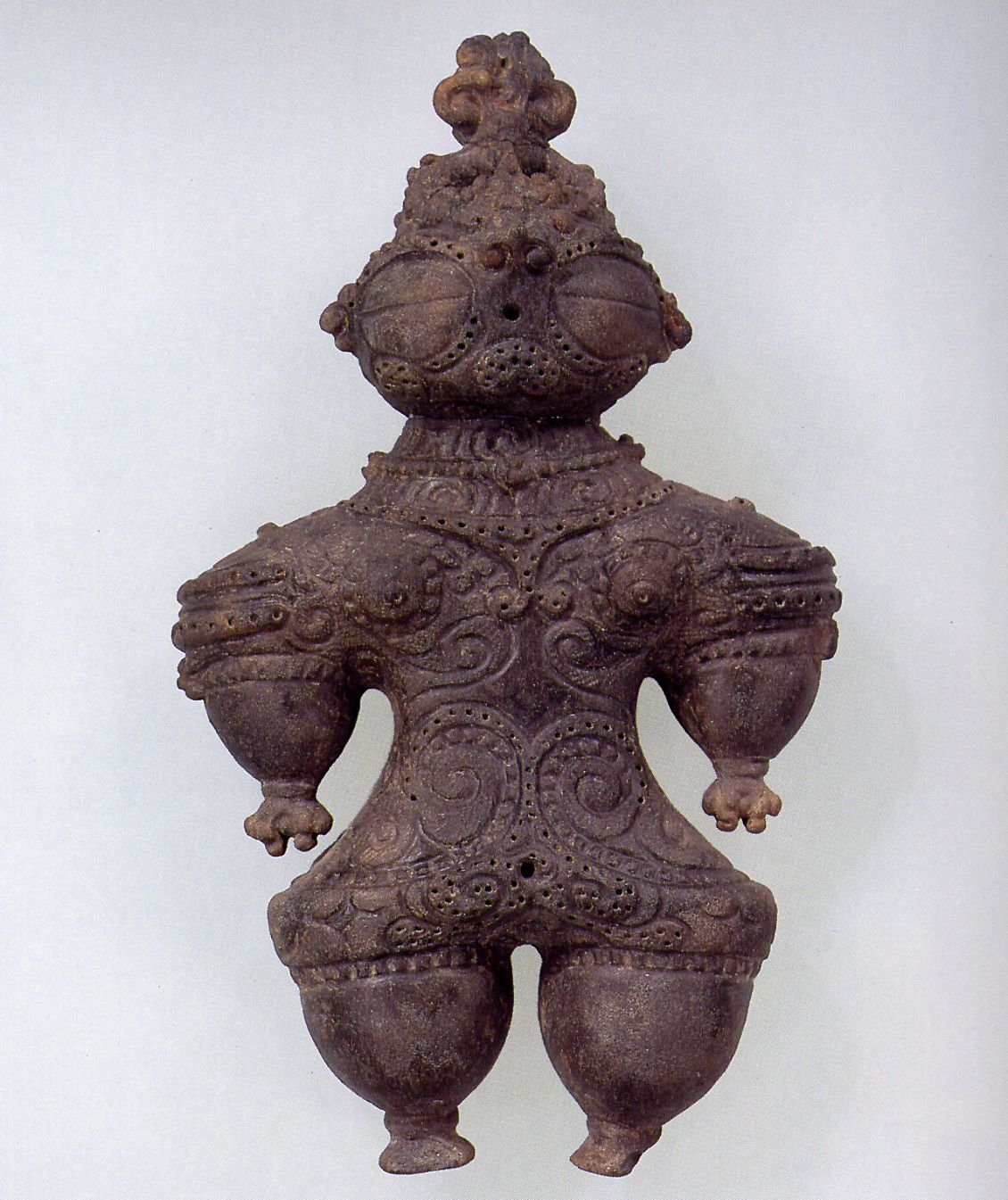
Dogū, estátua japonesa de Tokomai

  - Dogū, estátua japonesa de TokomaiZeo Zord II Dogu: Esse é o Zeo Zord de Tanya. Sua Arma Principal são Lasers que saem de suas Antenas. Ele formava uma das Pernas do Zeo Megazord.
  - Zeo Zord III Sphinx: Esse é o Zeo Zord de Rocky. Sua Arma Principal é suas Garras que Poder Destruir Vários Monstros. Ele formava o Peito e os Braços do Zeo Megazord.
  - Zeo Zord IV Taurus: Esse é o Zeo Zord de Adam. Sua Arma Principal são Lasers que saem de seus Chifres. Ele formava a Cintura do Zeo Megazord.
  - Zeo Zord V Fênix: Esse é o Zeo Zord de Tommy. Sua Arma Principal são Asas Flamejantes que Podem Prender o Inimigo em Gigantesca Roda de Fogo. Ele formava a Cabeça do Zeo Megazord.
- Pyramidas: Pirâmide é o poderoso Zord do Ranger Dourado. Trey usa o Pyramidas para viajar para outros planeta que necessitem de ajuda. Era muito poderoso e tinha um grande poder de Fogo.

- Super Zeo Zords: Trey de Triforia estava grato a todos os Rangers por tudo que fora feito então ele presenteou-os com as Super Jóias Zeo. Quando Trey teve que sair, os Rangers ficaram com esses Zords. Ao retornar, Trey levou os Super Zeo Zords junto com ele.
  - Super Zeo Zord 1: Ficou sob o comando da Ranger Rosa.
  - Super Zeo Zord 2: Ficou sob o comando da Ranger Amarela.
  - Super Zeo Zord 3: Ficou sob o comando do Ranger Azul.
  - Super Zeo Zord 4: Ficou sob o comando do Ranger Verde.
  - Super Zeo Zord 5: Ficou sob o comando do Ranger Vermelho.

- Roda Guerreira: Esse Zord foi dado por Trey a Jason. Era muito pequeno mas muito poderoso. A Roda Guerreira pode transformar-se do módulo Roda para o módulo Guerreiro. Esse Zord não necessita de controle. Podia virar uma roda e ser lançado pelo Super Zeo Megazord.
- Zord de Batalha Vermelho: Com 70 metros, com o conhecimento que Billy obteve em Aquitar ele pôde criar o Zord de Batalha Vermelho. Diferentemente dos outros Zords, as operações do Zord de Batalha Vermelho dependem das habilidades de Tommy para obter o controle.

#### Megazords
| Megazord                          | Zords |
| --------------------------------- | --- |
| Zeo Megazord                      | Zeo Zord I, Zeo Zord II, Zeo Zord III, Zeo Zord IV e Zeo Zord V                                                               |
| Zeo Megazord de Batalha           | Zeo Zord I, Zeo Zord II, Zeo Zord III, Zeo Zord IV, Zeo Zord V e Zeo Zord de Batalha                                          |
| Super Zeo Megazord                | Super Zeo Zord I, Super Zeo Zord II, Super Zeo Zord III, Super Zeo Zord IV e Super Zeo Zord V                                 |
| Zeo UltraZord (modo de trasporte) | Zeo Zord I, Zeo Zord II, Zeo Zord III, Zeo Zord IV, Zeo Zord V, Zeo Zord de Batalha e Pyramidas                               |
| Zeo UltraZord                     | Zeo Zord I, Zeo Zord II, Zeo Zord III, Zeo Zord IV, Zeo Zord V, Zeo Zord de Batalha e Pyramidas                               |
| Super Zeo UltraZord               | Super Zeo Zord I, Super Zeo Zord II, Super Zeo Zord III, Super Zeo Zord IV, Super Zeo Zord V, Zeo Zord de Batalha e Pyramidas |

- Zeo Megazord: Junção de todos os Zeo Zords. Ele pode ter vários capacetes diferentes.

- Zeo Megazord de Batalha: Junção dos Zeo Zords com o Zeo Zord de Batalha. Possuia canhões que ficavam na parte de cima do Zeo Megazord que atiravam com força máxima no inimigo e o destruia.

- Super Zeo Megazord: Junção de todos os Super Zeo Zords. Era muito poderoso e seu ataque era mais poderoso do que o Zeo Megazord. Podia lançar a Roda Guerreira do alto para um ataque poderoso.

- Zeo UltraZord (modo de trasporte): Formação em que os Zeo Zords e o Zeo Zord de Batalha ficam em cima do Pyramidas.

- Zeo UltraZord: Formação do Pyramidas junto com os Zeo Zords e o Zeo Zord de Batalha. Unindo a força de todos os Zords poderia atacar com uma explosão no monstro e destrui-lo.

- Zeo UltraZord (com os Super Zeo Zords): Formação do Pyramidas junto com os Super Zeo Zords e o Zeo Zord de Batalha. Unindo a força de todos os Zords poderia atacar com uma explosão no monstro e destrui-lo. Foi usado para destruir Louie Kaboom

## Elenco

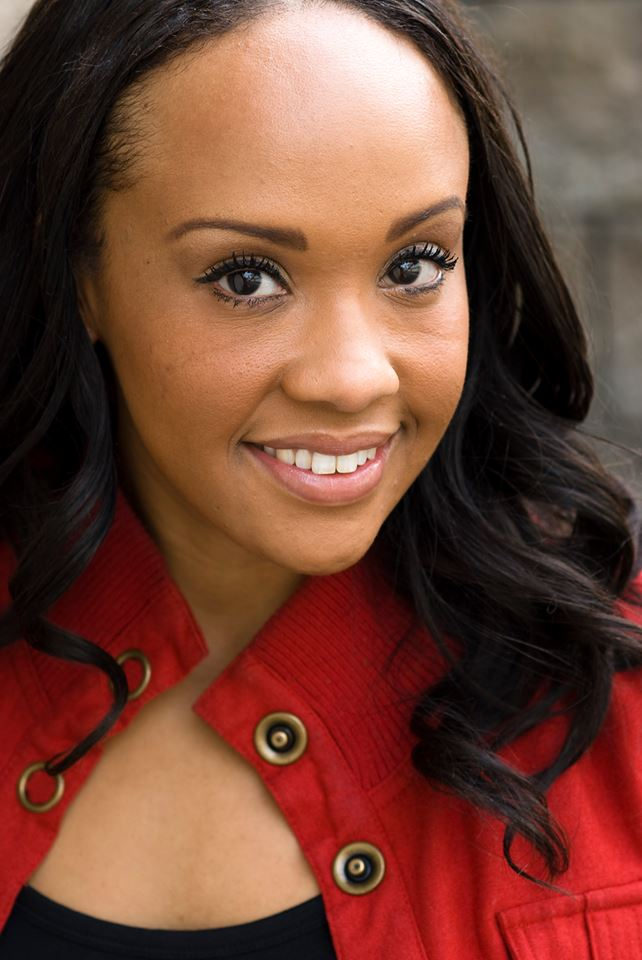
Karan Ashley em 2016

| Atores                          | *                      | Personagem                                         | Dublagem brasileira               | Dublagem portuguesa              |
| Zeo Rangers                     | Zeo Rangers            | Zeo Rangers                                        | Zeo Rangers                       | Zeo Rangers                      |
| ------------------------------- | ---------------------- | -------------------------------------------------- | --------------------------------- | -------------------------------- |
| Jason David Frank               | Jason David Frank      | Thomas "Tommy" Oliver, Ranger Vermelho (Zeo Cinco) | Jorge Lucas                       | Rui Paulo                        |
| Johnny Yong Bosch               | Johnny Yong Bosch      | Adam Park, Ranger Verde (Zeo Quatro)               | Christiano Torreão                | Carlos Macedo                    |
| Steve Cardenas                  | Steve Cardenas         | Rocky DeSantos, Ranger Azul (Zeo Três)             | Duda Ribeiro                      | Joel Constantino e Filipe Duarte |
| Nakia Burrise                   | Nakia Burrise          | Tanya Sloan, Ranger Amarela (Zeo Dois)             | Ana Lúcia Menezes                 | Cláudia Cadima                   |
| Catherine Sutherland            | Catherine Sutherland   | Katherine "Kat" Hillard, Ranger Rosa (Zeo Um)      | Marisa Leal                       | Teresa Sobral                    |
| Austin St. John                 | Austin St. John        | Jason Scott Lee, 2º Ranger Dourado                 | Alexandre Moreno                  | Joel Constantino                 |
| Tim, Ted & Tommy DiFilippo      | Brad Hawkins           | Trey de Trifória, Ranger Dourado (original)        | Duda Espinoza                     | Filipe Duarte                    |
| Aliados dos Power Rangers       |                        |                                                    |                                   |                                  |
| David Fielding (rosto)          | Robert L. Manahan      | Zordon de Eltar, mentor                            | Isaac Schneider e Maurício Berger | Carlos Paulo                     |
| Donene Kistler (fantasia)       | Richard Steven Horvitz | Alpha 5, assistente robótico                       | Alexandre Moreno                  | Teresa Madruga                   |
| David Yost                      | David Yost             | Billy Cranston, assistente técnico                 | Eduardo Dascar                    | André Maia                       |
| N/A                             | Derek Stephen Prince   | Aurick, o Conquistador                             | N/A                               | N/A                              |
| Power Rangers de Aquitar        |                        |                                                    |                                   |                                  |
| Karim Prince                    | Karim Prince           | Cestro, Ranger Azul de Aquitar                     | Ricardo Vooght                    | Carlos Macedo                    |
| Rajia Baroudi                   | Rajia Baroudi          | Delphine, Ranger Branca de Aquitar                 | Ângela Bonatti                    | Cláudia Cadima                   |
| David Bacon                     | David Bacon            | Aurico, Ranger Vermelho de Aquitar                 | Mário Cardoso                     | Carlos Paulo                     |
| Jim Gray                        | Jim Gray               | Tideus, Ranger Amarelo de Aquitar                  | Jorge Destez                      | Rui Paulo                        |
| Alan Palmer                     | Alan Palmer            | Corcus, Ranger Preto de Aquitar                    | Carlos Gesteira                   | Joel Constantino                 |
| Aliados Civis                   |                        |                                                    |                                   |                                  |
| Paul Schrier                    | Paul Schrier           | Farkus "Bulk" Bulkmeier                            | Guilherme Briggs                  | Carlos Paulo                     |
| Jason Narvy                     | Jason Narvy            | Eugene "Skull" Skullovitch                         | Paulo Vignolo                     | Joel Constantino                 |
| Richard Genelle                 | Richard Genelle        | Ernie                                              | Carlos Marques                    | Carlos Macedo                    |
| Gregg Bullock                   | Gregg Bullock          | Ten./Detetive. Jerome B. Stone                     | Dário de Castro                   | André Maia                       |
| Império Máquina                 |                        |                                                    |                                   |                                  |
| N/A                             | David Stenstrom.       | Rei Mondo                                          | José Santa Cruz                   | André Maia                       |
| N/A                             | Alex Borstein          | Rainha Máquina                                     | Geisa Vidal                       | Teresa Madruga                   |
| N/A                             | Barbara Goodson        | Principe Sprocket                                  | Cleonir dos Santos                | Teresa Sobral                    |
| N/A                             | Douglas Sloan          | Principe Gasket                                    | Peterson Adriano                  | N/A                              |
| N/A                             | Melora Harte           | Princesa Archerina                                 | Flávia Saddy e Fernanda Baronne   | N/A                              |
| N/A                             | Oliver Page            | Klank                                              | Clécio Souto                      | Rui Paulo                        |
| N/A                             | Lex Lang               | Louie Kaboom                                       | Jorge Rosa e Alfredo Martins      | N/A                              |
| N/A                             | Barbara Goodson        | Orbus                                              | Silvia Goiabeira                  | Cláudia Cadima                   |
| Evil Space Aliens               |                        |                                                    |                                   |                                  |
| Carla Pérez (fantasia)          | Barbara Goodson        | Rita Repulsa                                       | Maria da Penha                    | Teresa Madruga                   |
| Edwin Neal (fantasia)           | Robert Axelrod         | Lord Zedd                                          | Paulo Flores                      | Cláudia Cadima                   |
| Danny Wayne Stallcup (fantasia) | Bob Papenbrook         | Rito Revolto                                       | José Luiz Barbeito                | Joel Constantino                 |
| N/A                             | Kerrigan Mahan         | Goldar                                             | Luiz Brandão                      | Carlos Macedo                    |
| N/A                             | Robert Axelrod         | Finster                                            | Leonel Abrantes                   | Carlos Paulo                     |
| N/A                             | Michael Sorich         | Squatt                                             | Jorge Rosa                        | Cláudia Cadima                   |
| Jason Ybarra (fantasia)         | Dave Mallow            | Baboo                                              | Gutemberg Barros                  | Teresa Sobral                    |
| N/A                             | Tom Wyner              | Dom Ritão                                          | Jomeri Pozzoli                    | Rui Paulo                        |
| Colégio Alameda dos Anjos       |                        |                                                    |                                   |                                  |
| Henry Cannon                    | Henry Cannon           | Diretor Kaplan                                     | N/A                               | Carlos Paulo                     |
| Royce Herron                    | Royce Herron           | Profª Appleby                                      | N/A                               | Teresa Madruga                   |
| Rio Dekin                       | Rio Dekin              | Shawn, namorado de Tanya                           | N/A                               | Fernando Luís                    |
| Darren Press                    | Darren Press           | Raymond                                            | N/A                               | Peter Michael                    |
| Traci Belushi                   | Traci Belushi          | Jennifer                                           | N/A                               | N/A                              |
| Charity Hill                    | Charity Hill           | Veronica                                           | N/A                               | N/A                              |
| Outros                          |                        |                                                    |                                   |                                  |
| Lesley Pedersen                 | Lesley Pedersen        | Emily, namorada de Jason                           | Iara Riça                         | N/A                              |
| Eric Frank                      | Eric Frank             | David Trueheart, irmão de Tommy                    | Jorge Destez                      | Fernando Luís                    |
| Frank Salsedo                   | Frank Salsedo          | Sam Thruheart                                      | Orlando Drummond                  | Carlos Paulo                     |
| N/A                             | N/A                    | Cestria de Aquitar, namorada de Billy              | N/A                               | N/A                              |
| Koichi Sakamoto                 | Paul St. Peter         | Tritor                                             | N/A                               | N/A                              |
| Sarah Brown                     | Sarah Brown            | Heather Thompson, affair de Tommy                  | N/A                               | Teresa Madruga                   |
| Bruce Block                     | Bruce Block            | Capitão Pete                                       | N/A                               | N/A                              |
| Channe Nolen                    | Channe Nolen           | Srª Sloan, mãe de Tanya                            | N/A                               | N/A                              |

### Nova Ranger Amarela
Em entrevistas, Karan Ashley relata ter deixado a série devido ao baixo salário e um horário de trabalho extenso, chegavam a trabalhar de 12 à 15 horas por dia, as vezes seis dias por semana. Motivos que anteriormente foram responsável pela saída de Austin St. John, Walter Jones, Thuy Trang durante a segunda temporada, Amy Jo Johnson durante as gravações da terceira temporada, e posteriormente Steve Cardenas, na temporada seguinte. Este, por sinal, já não apareceu no episódio Gold as Gold, a não ser transformado em Zeo Ranger Três Azul e no meio da batalha. Ashley, durante as férias, na gravação de Mighty Morphin Alien Rangers, decidiu não renovar contrato sendo substituída. Nakia Burrise relata que haviam centenas de garotas fazendo testes.

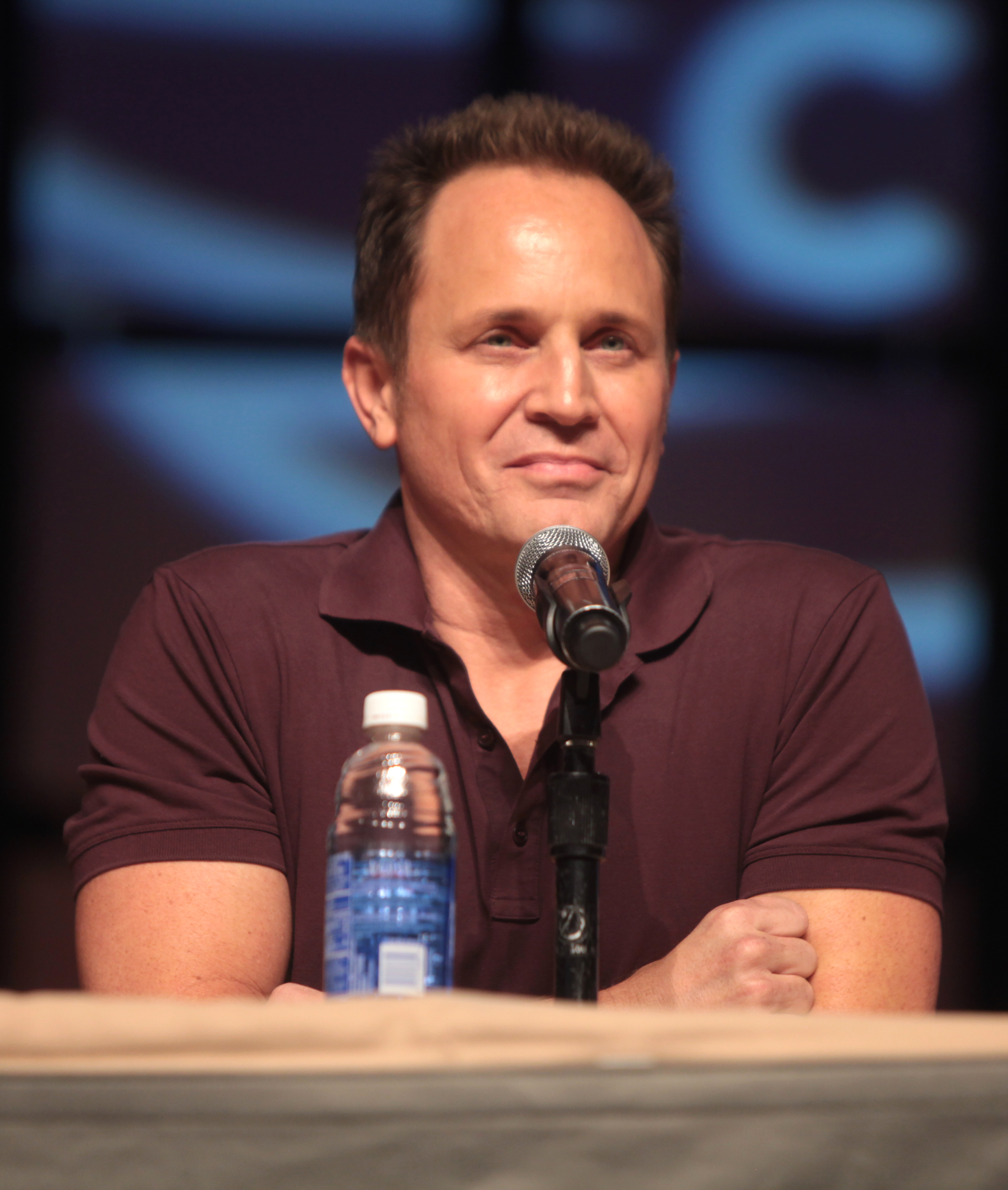
David Yost em convenção em 2014

### Saída de David Yost
O ator David Yost, assumido homossexual em 2010, acusou produtores de homofobia, sendo o motivo que fez deixar a série. O ator disse que entre os anos de 1993 e 1996, quando interpretou o Billy Cranston, ele foi chamado de nomes impróprios nos bastidores da série. Por fim, ele que tinha fama de ‘chato’ por seu comportamento no set de gravação, não aguentou mais, saiu do set e nunca mais voltou. Forçando os escritores a retirá-lo da série. As acusações de Yost, foram rebatidas pelo produtor Scott Page-Pagter argumenta que a saída foi devido a discordâncias sobre o pagamento. Isto também foi aparentemente o motivo dele não voltar para uma participação especial no Megaforce. O elenco de Mighty Morphin (exceto Thuy Trang, falecida em 2001) foi contratado para premier do filme de Power Rangers de 2017, Yost somente aceitou ir após desculpas do próprio Haim Saban, pelo que aconteceu durante a produção da série. No longa metragem a personagem Trini (interpretada por Becky G) é apresentada como homossexual.

## Identidade do Ranger Dourado

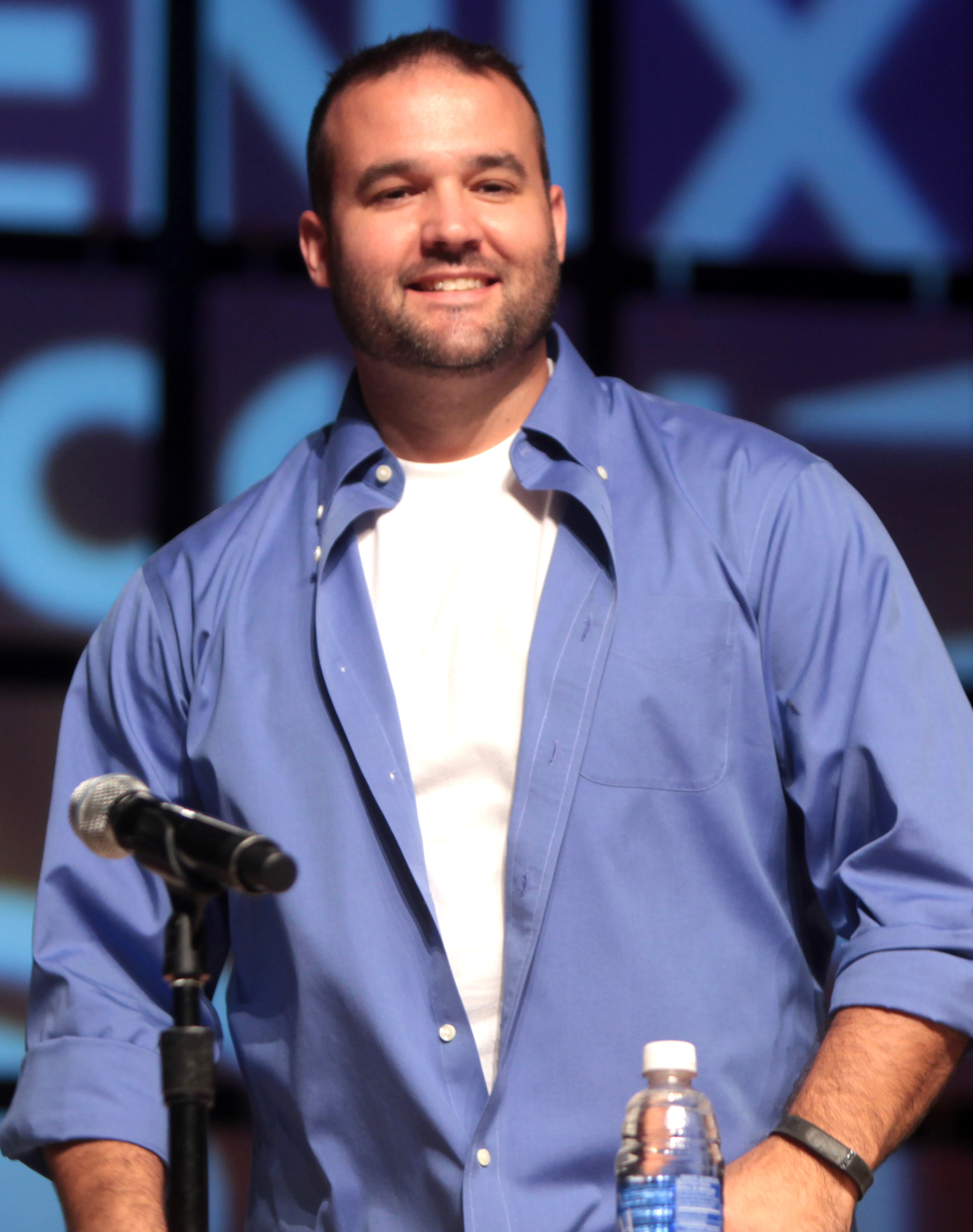
Austin St. John

Durante o meio da série, muitos episódios foram criados para especulação da identidade do Ranger Dourado, desde The Power of Gold até o episódio de duas partes para revelação da identidade Revelations of Gold e A Golden Homecoming. Personagens como Billy Cranston (David Yost), David Trueheart (Erik Frank) e até mesmo Eugene Skullovitch (Jason Narvy) foram suspeitos, até que foi revelado que o Ranger Dourado era na verdade Trey de Triforia, um novo personagem. 
Brad Hawkins dublava as primeiras aparições do novo sexto Ranger, e originalmente reprisaria o papel Ryan Steele (do VR Troopers) em Power Rangers Zeo, fazendo uma fusão dos universos das séries. Em vez disso, a ideia foi descartada e os trigêmeos idênticos Ted, Tim e Tom DiFilippo interpretaram as três partes de Trey.  Em 2019, um vídeo no canal Fanward do Youtube, Austin explicou o seu retorno a série, enquanto ainda especulavam a identidade do sexto Ranger, Austin St. John tinha assinado para retornar em Turbo: Power Rangers 2, e ao mesmo tempo foi convidado para retornar em alguns episódios, com o enredo de sexto ranger Ranger Dourado (até então mais poderoso), uma música tema para seu personagem (Go Gold Ranger), e uma namorada para seu personagem (Emily). Com isso, O ex-Red Ranger, Jason Lee Scott, obteve os poderes por um momento até que Trey pudesse recuperar sua habilidade de transforma-se em único individuo. 

## Querido John

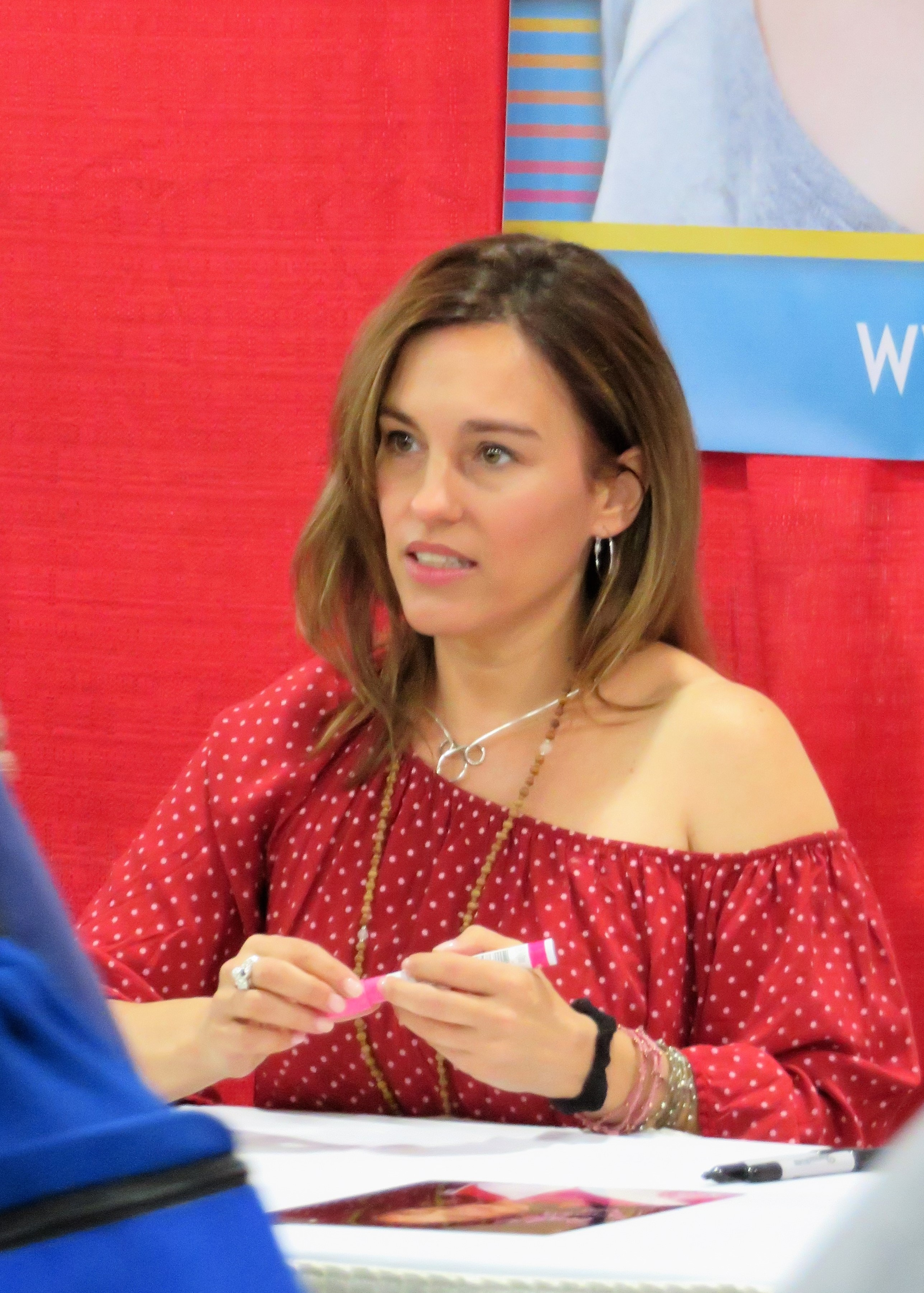
Amy Jo Johnson em 2017

Com a decisão de saída de Amy Jo Johnson durante as gravações do primeiro filme, a atriz filiou-se com o SAG (Screen Actors Guild) como Thuy Trang e Walter Jones. Sendo uma série não credenciada com o sindicato dos atores e acusado de não seguir as exigências de proteção aos artistas, muitos atores afiliados com o SAG são recomendados a não participar da série. A atriz retorna em Turbo: Power Rangers 2 somente devido contrato de dois filmes com a Fox. Com isso, a decisão dos roteiristas para a série é por fim no relacionamento Tommy e Kimberly com uma carta ao estilo Querido John. Na cultura norte-americana, Querido John é convencionalmente uma carta de uma mulher para um namorado ou marido dizendo que tudo acabou entre eles, geralmente porque a mulher encontrou outra pessoa.
Com o término do relacionamento dos personagens, e o não retorno da atriz agora credenciada, para afastar a associação de Kimberly, é criado um novo romance. Tommy conhece Heather, uma campeã de snowboard, e o relacionamento não funciona devido as atribuições como Power Rangers. Os roteiristas aproveitam o desenvolvimento de personalidade amável e apoiadora de Katherine, a nova Ranger Rosa, sendo relevante nas novas histórias de Tommy (um rompimento, encontro com irmão biológico e lavagem cerebral). O relacionamento do novo casal de Rangers não é apresentado em tela, sutilmente é acrescentado gestos e olhares, atrelados a uma grande amizade e simpatia, os personagens são grandes apoiadores um do outro. Somente no final da temporada são estabelecidos como casal.

## Scorpion Rain
Scorpion Rain (também raramente, mas ocasionalmente conhecido como "Scorpion Raid" ou "Scorpion Reign") uma farsa criada por Derik Smith, Joe Rovang e Amit Bhaumik (produtor de Força Animal), como conjunto de curtas de fim de temporada, que levou o fandom dos anos 90 a acreditar na existência, apesar de nunca haver qualquer evidência concreta para sustentar essa crença. A lenda era que existia uma minissérie, de 8 minutos, de várias partes que foi ao ar na Austrália em segmentos de dois minutos depois de Zeo por alguns meses para promover o lançamento do novo filme, trazendo a transição dos poderes. Supostamente Lord Zedd luts contra os Zeo Rangers Vermelho e Rosa, e destrói os Zeozords (mas não o Super Zeozords ou o Battlezord Vermelho) e a suposta destruição do Serpentera. A revelação da farsa em 2001, ocorreu com a divulgação de um fanfic australiana. A lenda dos curtas foram referenciadas no episódio Forever Red (no Brasil, Eternamente Vermelho), onde Tommy menciona um batalha com Lord Zedd.

## Produção
- Produtores Executivo: Haim Saban e Shuki Levy
- Produtor: Jonathan Tzachor
- Diretores: Isaac Florentine, Vickie Bronaugh, Robert Radler e Douglas Sloan.
- Coordenador de dublês:  Makoto Yokoyama

- Equipe de dublês: David Wald (Zeo Ranger Três Azul), Shun Hirosawa (Zeo Ranger Três Azul), Hiro Koda, Namihei Koshige (Zeo Ranger Dois Amarelo), Danny Wayne, Mike Gunther, Tadahiro Nakamura.

Locações: Santa Clarita, (Los Angeles, Califórnia), Kyoto e Tóquio (Japão)

## Trilha sonora
| Música                     | Artista                      |
| -------------------------- | ---------------------------- |
| Power Rangers Zeo Theme    | H. Saban, S. Levy & C. Seban |
| Big Bang                   | Jim Cushinary                |
| Here Comes the Power Again | Jim Cushinary                |
| Go Gold Ranger             | Jim Cushinary                |
| Invincible                 | Jim Cushinary                |

## Publicações

### Quadrinhos
- Uma série foi planejada pela Image Comics baseada no show, seriam quatro roteiros inicialmente, mas apenas uma edição 'Power Rangers Zeo #1 - With Friends Like These...' conseguiu ser lançada em 1996. 
  - Na publicação havia um anúncio de uma história de crossover, da segunda edição, com os personagens Zeo Rangers e Youngblood da Image Comics, a história nunca foi lançada devido ao cancelamento.
- Power Rangers Zeo
  - Assault and Batteries
  - The Favor
  - Heroes or Zeros
- Saban's Power Rangers Zeo Series de Scott Peterson, editora HarperCollins Publishers, publicação de 1996.
  - A Zeo Beginning
  - Invasion of Mean Screen, the Computer Monster
  - Battle Against the Sun
  - Triumph of the Gold Ranger
- Os Zeo Rangers retornam aos quadrinhos em 2018, estreando no universo da editoria Boom! Studios em Mighty Morphin Power Rangers 2018 Annual[44]
  - Na estreia, Tommy Oliver (Zeo Ranger Cinco Vermelho) é mantido em cativeiro, para Lord Drakkon roubar o Zeonizador Verde (de Adam Park), e depois assassinado.
  - Em Mighty Morphin Power Rangers #30 foram convocados por Zordon, tendo os Zeonizadores aperfeiçoados pela Dra. K (de R.P.M.), para a batalha de resgate na Torre de Drakkon na Lua na dimensão World of the Coinless.
    - Na batalha, o corpo do Zeo Ranger Três (Rocky DeSantos) foi visto abatido, sendo segundo Zeo Ranger morto.
    - A Zeo Ranger Um Rosa (Kat Hillard) convoca Super Zeo Zord para formação de Mega Megazord com os zords de Tempestade Ninja (FalcãoZord e LeãoZord), Força Mistica (Fênixzord, Garudazord e Minotaurozord), Fúria da Selva (LoboZord), Dino Charge (Plesio Zord), HyperForce (Lion Hyper Zord, Serpent Hyper Zord, Ram Hyper Zord, Cerberus Hyper Zord, Phoenix Hyper Zord e Hydra Hyper Zord) e Black Dragon (armadura de Trini do universo World of the Coinless).
    - Na saga Beyond the Grid de Mighty Morphin Power Rangers da Boom! Studios, Tanya Sloan (Zeo Ranger II Amarelo) faz parte da equipe 'Promethea Rangers', indicando possível relacionamento romântico com Mike Corbett (Defensor Magna) de Galáxia Perdida.
- Os poderes do Zeo Ranger Cinco Vermelho são utilizados em Saban's Power Rangers: Soul of the Dragon, publicação de 2018.

### Revistas
- Saban's Mighty Morphin Power Rangers Chronicles #1, #2 e #3
- Power Rangers Zeo Annual[45]
- Saban's Power Rangers Zeo Magazine #1
  - #2 Who is the Gold Ranger?
  - #3 Yellow Ranger
  - #4 The Gold Ranger Story
  - #5 Race To The Volcano
  - #6 Special Christmas Issue!
  - #7 All Action Adventures Inside !!

## Jogos
| Ano  | Título                                        | Desenvolvedores       | Empresa | Plataforma                                  |
| ---- | --------------------------------------------- | --------------------- | ------- | ------------------------------------------- |
| 1996 | Power Rangers Zeo: Battle Racers              | Natsume               | Bandai  | Super Nintendo                              |
| 1996 | Power Rangers Zeo versus The Machine Empire   | CyberFlix             | Bandai  | Microsoft Windows, Macintosh, Bandai Pippin |
| 1996 | Power Rangers Zeo: Full Tilt Battle Pinball   | Kaze                  | Bandai  | PlayStation                                 |
| 1996 | Power Rangers Zeo PowerActive Math            | Saban                 | Saban   | PC (Windows 3.1/95)                         |
| 1996 | Power Rangers Zeo PowerActive Words           | Saban                 | Saban   | PC (Windows 3.1/95)                         |
| 1996 | Colorforms Power Rangers Zeo Computer Fun Set | Saban                 | Saban   | PC (Windows 3.1/95)                         |
| 2019 | Power Rangers Heroes of The Grid (Phase 2)    | Renegade Game Studios | Hasbro  | Tabuleiro                                   |

#### Participações
- Zeo Ranger I Rosa (Kat Hillard) e Ranger Dourado (Jason Lee Scott) são personagens jogáveis em Power Rangers: Legacy Wars (2017)
- Ranger Dourado (Trey de Triforia) é um personagem jogável em Power Rangers: Battle for the Grid (2019)
  - Zeo Ranger I Rosa (Kat Hillard) aparece brevemente no Modo História do Capítulo 13 "Ponto de ruptura" durante discurso do Mighty Morphin Ranger Vermelho (Jason Lee Scott) para a legião de Power Rangers.

## Brinquedos
Assim como nas temporadas anteriores, a empresa Bandai America foi responsável pelo desenvolvimento da linha de brinquedos até 2018, até a Hasbro comprar a licença (e toda a marca 'Power Rangers') da Saban. Durante os anos, lançou diversos brinquedos relacionados a ZEO, como Power Rangers Zeo: Legacy Figures.  A Hasbro a temporada aparece na linha mini-figures.

## Outras mídias
- No filme Turbo: Power Rangers 2, a personagem Kat transforma-se por breve momento em Zeo Ranger Um Rosa.
- Na série Seinfeld no episódio 8x2, The Soul Mate, o personagem George usa uma figura de ação do Zeo Ranger Cinco Vermelho.
- Em "Countdown to Destruction", de Power Rangers no Espaço, Ranger Dourado (Trey) foi visto lutando contra Goldar.
- No episódio comemorativo, Forever Red de Força Animal, Tommy como Zeo Ranger Cinco Vermelho lidera os Power Rangers Vermelhos (incluindo o Ranger Quantum).
- Em Dino Trovão, no episódio 27, Fighting Spirit, Tommy luta com as versões malignas de seus personagens (incluindo o Zeo Ranger Cinco Vermelho).
  - No episódio comemorativo, Legacy of Power, os poderes são mencionados na história de Tommy Oliver.
- Em Super Megaforce, os Power Rangers da temporada tiveram acesso temporário aos poderes Zeo.
  - Jake Holling através do Modo Ranger Lendária ativou o poder do Zeo Ranger Quatro Verde em Samurai Surprise
  - Os poderes dos Zeo Rangers (Um, Dois, Três, Quatro e Cinco) e Ranger Dourado foram ativados no episódio The Perfect Storm.
  - Na Batalha Lendária, Zeo Ranger Um Rosa (Kat Hillard), Zeo Ranger Dois Amarelo (Tanya Sloan), Zeo Ranger Três Azul (Rocky DeSantos), Zeo Ranger Quatro Verde (Adam Park) e Ranger Dourado (Trey) retornam para ajudar os Power Rangers.
- O Cristal Zeo é um elemento importante na história do filme Power Rangers[51].
  - Jason Scott (Dacre Montgomery) no jornal é referida como "Angel Grove's Golden Boy", durante a fase Zeo, sua versão da série era o Ranger Dourado.
  - A cena em que os Power Rangers encontram a entrada para o Centro de Comandos é similar a cena de Power Rangers Zeo.
- No episódio comemorativo de Super Aço Ninja, Tommy acessa os poderes do Zeo Ranger Cinco Vermelho utilizando o Master Morpher.
- No quadrinho Power Rangers: Soul of the Dragon, Tommy revela que os poderes dos Zeo Rangers são os mais poderosos.